# 아돌프 아이히만
오토 아돌프 아이히만(독일어: Otto Adolf Eichmann, 독일어 발음: [ˈɔtoː ˈʔaːdɔlf ˈʔaɪçman]; 1906년 3월 19일 ~ 1962년 6월 1일)은 독일인이자 오스트리아인으로, 나치 독일의 상급돌격대지도자를 맡았다. 그는 나치 독일에서 "유대인 문제에 대한 최종 해결책", 즉 홀로코스트 실행을 위해 제2차 세계 대전 당시 라인하르트 하이드리히의 아래에서 수백만 명의 유대인들을 동유럽의 게토와 학살 수용소로 강제 추방하는 것을 촉진하고 관리하는 임무를 맡았다. 나치 독일이 해체되고 아이히만은 1960년 5월 11일 아르헨티나에서 모사드 요원들에게 체포되어 예루살렘에서 열린 재판에서 전쟁범죄 혐의에 유죄 판결을 받아 1962년 6월에 교수형에 처해졌다.
아이히만은 학교를 제대로 다니지 못했고, 1914년 가족이 오스트리아로 이사했을 때, 아버지의 광산 회사에서 잠시 일했다. 1927년부터는 석유 판매원으로 일하다가, 1932년 국가사회주의 독일 노동자당에 가입하였고, 1933년 독일로 돌아와 SS국가지도자 보안국에 입회하였다. 그곳에서 그는 유대인 문제에 관련된 부서 책임자로 임명되어, 유대인의 강제 이주시키는 것에 관련된 일을 했다. 이후 1939년 9월 제2차 세계 대전이 발발하자 아이히만과 관련 부서 책임자들은 유대인들을 더 먼 동쪽으로 이송할 수 있도록 주요 도시들에 게토를 건설하고 이송하는 데에 집중했다. 그는 제2차 세계 대전 초반에 폴란드 남동부의 니스코에 유대인 보호구역을 만들려는 계획을 세우기도 했지만 제대로 실행되지 않았다.
1941년 6월 나치 독일이 바르바로사 작전으로 소련 침공을 시작했고, 유대인 정책은 이주에서 학살로 변했다. 유대인 문제에 관한 정책을 조정하기 위해 아이히만의 상관이었던 라인하르트 하이드리히는 1942년 1월 20일에 반제 회담을 열어 각 부서의 책임자들을 초대했다. 아이히만은 이 회의에 참석하고 의사록을 작성했고, 아이히만은 유대인을 절멸 수용소로 추방시키는 일을 맡게 되었다. 또한 1944년 3월에 나치 독일이 헝가리를 침공했을 때도 아이히만은 그 지역의 유대인들을 절멸 수용소로 추방시키는 것을 감독했다. 아이히만이 추방한 대부분의 추방자들은 아우슈비츠 강제 수용소로 보내졌고 그곳에서 75%가 도착하자마자 살해당했다. 수용이 중단되던 1944년 7월까지 아이히만의 활약에 헝가리의 72만 5000명의 유대인 중 43만 7000명이 살해당했다. 디터 위슬리세니는 아이히만이 "500만 명을 죽인 것이 나의 양심에 엄청난 만족감을 주었기 때문에 나는 웃으면서 무덤에 뛰어들 것이다."라고 말했다고 증언했다.
유럽의 제2차 세계 대전 종전으로 나치 독일이 패망한 후 아이히만은 미군에게 포로로 잡혔으나, 수용소에서 탈출하여 독일 전역에서 도망쳐 다녔다. 그는 1950년까지 니더작센주의 작은 마을에 살았고, 이후 알로이스 후달이 이끄는 조직의 도움으로 아르헨티나로 이주했다. 그러나 아이히만은 1960년에 이스라엘의 정보기관인 모사드에게 위치가 발각되어 모사드와 신베트 요원들에게 아르헨티나에서 체포당하여 이스라엘로 데려가 전쟁범죄, 반인도적 범죄를 포함한 15가지의 혐의로 재판을 받았다. 재판에서 아이히만은 홀로코스트를 부정하는 등 유대인을 강제 추방한 것을 부정하지 않았지만, 자신은 전체주의적 총통 체제의 명령을 따랐을 뿐이라고 말했다. 그러나 그는 모든 혐의에 유죄 판결을 받았고, 1962년 6월 1일에 교수형에 처해져 사망했다. 이 재판은 언론에 널리 퍼져 보도되어 한나 아렌트의 책 《예루살렘의 아이히만》 등의 책에 주제가 되었고, 《예루살렘의 아이히만》에 한나 아렌트는 아이히만을 설명하기 위해 "악의 평범성"이라는 개념을 사용했다.

## 어린 시절과 교육

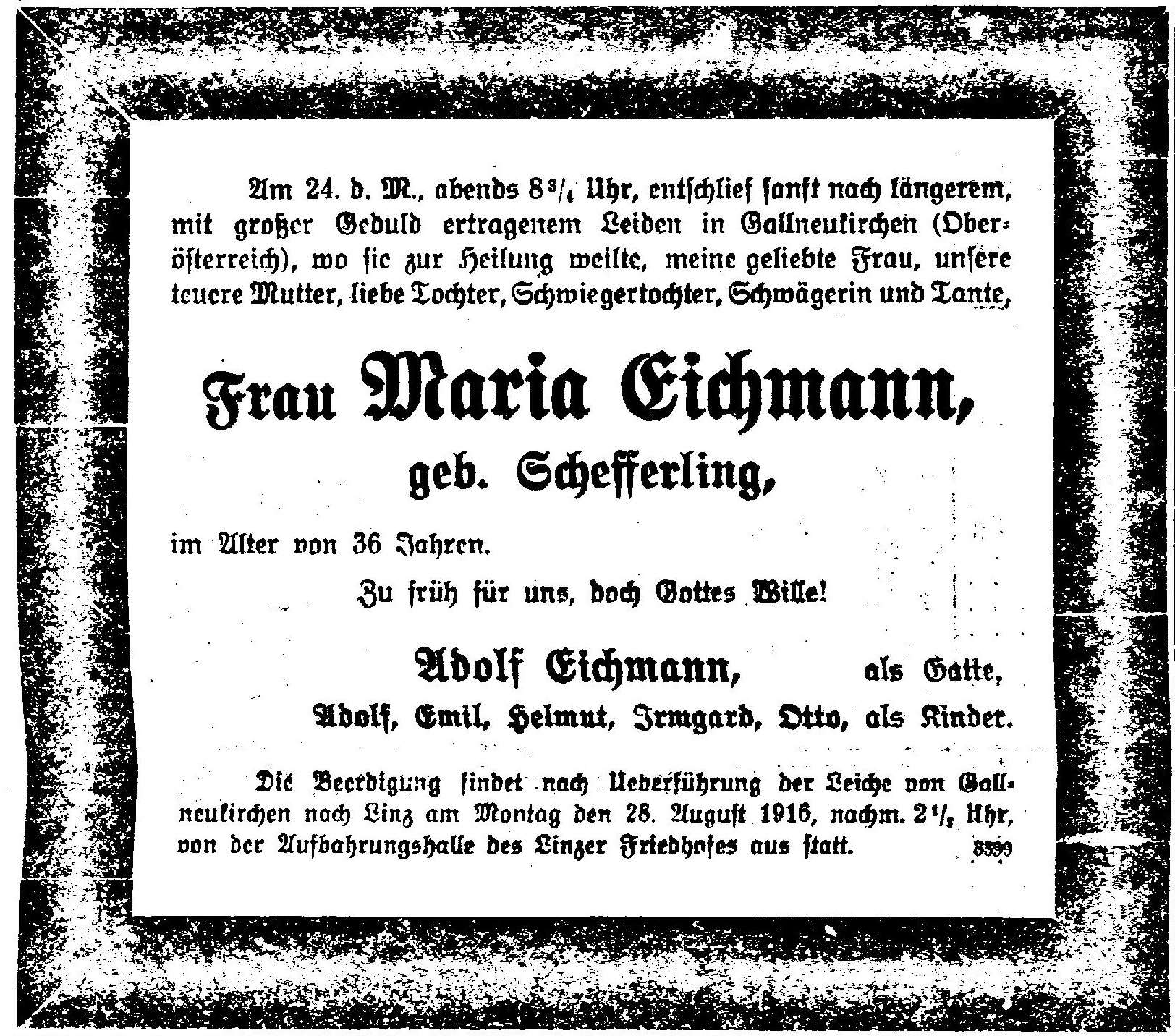
아돌프 아이히만의 어머니의 사망진단서. 1916년 8월 린츠 타게스 포스트.

오토 아돌프 아이히만은 1906년 칼뱅주의 개신교 가정에서 5남매 중 장남으로 독일 졸링겐에서 태어났다. 그의 아버지는 회계 장부 담당자였던 아돌프 칼 아이히만이었고, 어머니는 가정주부였던 마리아 아이히만이었다. 1913년에 그의 아버지 카를 아이히만이 전기 회사에 취직하여 오스트리아 린츠로 이주했고, 가족들도 1년 뒤에 린츠로 이주했다. 1916년에 그의 어머니 마리아가 죽자 아이히만의 아버지는 마리아 자우르젤(Maria Zawrzel)과 결혼하여 두 아들을 더 낳았다.
아이히만은 아돌프 히틀러가 17년 전에 다녔던 고등학교인 린츠에 있는 레알슐레에 다녔다. 아이히만은 고등학교에서 주로 바이올린을 연주했고, 반더포겔과 여러 스포츠 클럽에 참여했다. 그러나 그의 형편없는 학교 성적에 그의 아버지는 레알슐레에서 자퇴시키고 "회헤레 테히니셰 레란슈탈트"(Höhere Technische Lehranstalt)라는 중등학교에 다니게 했다. 그는 졸업 후 학위를 따지 않고 아버지의 회사 운터스베르크 광산 회사(Untersberg Mining Company)에서 몇달 동안 일했다. 1925년부터 1927년까지는 "오베뢰스테라이히셰 엘렉트로바우 AG"(Oberösterreichische Elektrobau AG)라는 라디오 회사에서 영업 사원으로 일했고, 1927년부터 1933년 초까지 오버외스터라이히주와 잘츠부르크에서 석유 회사의 직원으로 일했다.
그는 회사를 옮기며 일하는 동안 헤르만 힐틀의 우익 청년부인 "융프론트켐페르페라이니궁"(Jungfrontkämpfervereinigung)에 합류하여 국가사회주의 독일 노동자당, 즉 나치당의 신문을 접해 읽기 시작했다. 신문을 통해 아이히만은 바이마르 공화국의 해체, 베르사유 조약 조건 거부, 급진적인 반-유대주의와 반-볼셰비키 등을 접하게 되었고, 나치당은 강력한 중앙 집권 정부, 게르만족을 위한 레벤스라움, 인종에 기반한 국가 공동체 형성, 유대인 시민권 박탈과 적극적인 탄압으로 인종 청소를 약속했다.

## 나치당에서의 초기 경력

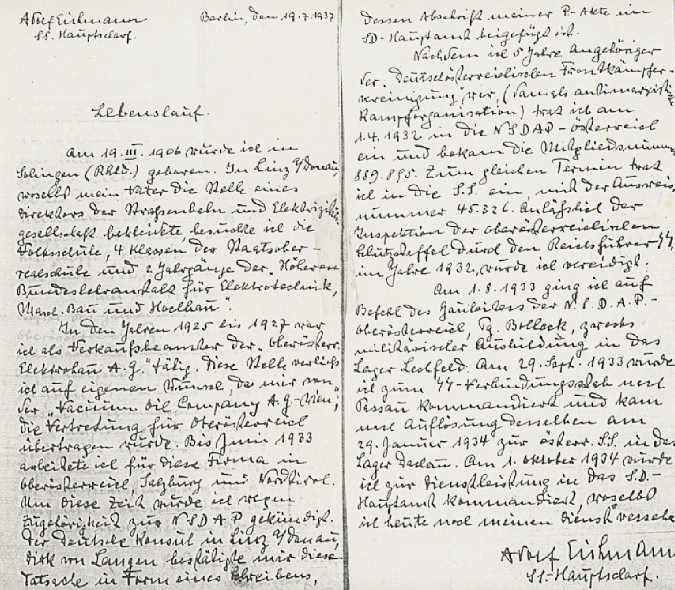
1937년에 하급돌격지도자이었던 아이히만을 최고분대지도자 진급을 신청하는 이력서.

아이히만은 1932년 4월 1일, 에른스트 칼텐브루너의 제안으로 오스트리아의 나치당에 889,895라는 번호로 가입했고, 7개월 후에는 SS에서 정식 회원으로 인정받아 번호 45,326번을 새로 받았다. 그는 나치당에서 SS-슈탄다르테 37연대에서 당의 본부와 당과 관련된 연설자를 지키는 일을 맡았다. 이 동안 아이히만은 이전에 일하던 석유 회사에서 일하며 주말 동안 나치당 활동에 참여했다.
나치당이 독일을 장악하고 몇 달 후인 1933년 1월 아이히만은 석유 회사의 인력 감축으로 일자리를 잃었는데, 더불어 오스트리아에서 나치당이 금지되었다. 결국 아이히만은 독일로 다시 돌아가게 되었다.
1933년 봄, 아이히만은 오스트리아의 나치당 당원들이 주로 떠나던 파사우로 떠났고, 그곳에서 안드레아스 볼렉의 부서에 합류했다. 같은 해 8월에 클로스테를레히펠트(Klosterlechfeld)에서의 SS 훈련 프로그램에 참여하여 훈련을 받았고, 9월에 파사우로 돌아와 오스트리아의 나치 당원들을 파사우로 데려오고 여러 물건들을 밀수하는 임무를 맡았다. 이 임무가 끝난 12월에 아이히만은 분대지도자로 진급했고, 아이히만의 대대는 다하우 강제 수용소에 배치되었다.
1934년까지 아이히만은 다하우에서 계속 훈련을 받았고, 지루해진 아이히만은 SS국가지도자 보안국에게 담당 지역을 교체해달라고 요청했다. SS국가지도자 보안국은 아이히만의 요청을 승인하여 프리메이슨에 배치하여 압수된 물건들을 정리하게 했다. 또한, 아이히만은 "반-메이소닉"이라는 전시회를 열었는데, 이 전시회에 헤르만 괴링과 하인리히 힘러 등의 유명인들까지 참석하면서 인기를 끌었다. 레오폴드 폰 밀덴스타인은 아이히만을 베를린에 본부를 둔 부서 Section II/112에 합류하게 했고, 합류는 1934년 11월에 승인되었다. 그곳에서 아이히만은 유대인 관련 조직과 시온주의 운동들에 대해 보고하는 임무를 맡았는데, 이를 연구하기 위해 히브리어와 이디시어를 배우기까지 했고, 결국 그는 나치당 내에서 유대인 문제와 시온주의에 대한 전문가로 명성을 얻었다. 1935년 3월 21일, 아이히만은 베로니카 리블과 결혼했고, 네 명의 아들(클라우스, 호르스트 아돌프, 디터 헬무트, 리카르도 프란시스코)을 두게 되었다. 1936년에는 최고분대지도자로 진급했으며, 1937년에 기독교를 떠났다.
나치 독일은 무력과 경제적 압박을 통해 유대인이 자발적으로 독일을 떠나도록 강요했고, 그 결과로 독일 내의 유대인 43만 7천여명 중 1933년부터 1939년 사이에 무려 25만 명이 다른 국가로 떠났다. 1937년에 아이히만은 상관이었던 허버트 하겐(Herbert Hagen)과 함께 영국 위임통치령 팔레스타인으로 갔고, 그곳에서 유대인이 이곳으로 이주할 가능성을 평가한 후, 하이파에서 위조 기자 신분증으로 이집트 카이로로 건너갔다. 카이로에서 아이히만과 하겐은 팔레스타인의 군사 조직 "하가나"(Haganah)의 피벨 포크스(Feival Polkes)를 만나 협상을 진행했지만 결렬되었다. 이는 포크스가 하바라 협정에 따라 더 많은 유대인을 떠나도록 해야 한다고 제안했지만, 하겐은 유대인이 팔레스타인에 많이 존재하면 독립 국가가 세워져, 독일의 정책에 위반할 것이라 생각하고 거절했기 때문이다. 며칠 후, 하겐과 아이히만은 팔레스타인으로 돌아가려고 했으나, 영국 당국이 비자 발급을 거부하여 입국이 거부됐다. 아이히만과 하겐은 1982년에 공개적으로 출판될 팔레스타인에 대한 보고서 작성을 시작했다.
1938년에 아이히만은 오스트리아 병합으로 나치 독일에 통합된 지 얼마 되지 않은 오스트리아의 유대인 이주를 조직화하기 위해 빈에 갔다. 유대인 이민 공동체는 SD의 감독 하에 진행되어 유대인의 이주를 장려하고 촉진하는 임무를 맡고 있었으며, 자금은 유대인 개인과 조직에서 압수한 돈과 SD 통제 하의 해외 기부금에서 모았다. 이 임무로 아이히만은 1938년 7월에 SS-상급돌격지도자로 진급하였으며, 같은 해 8월에는 팔레 알버트 로스차일드(Palais Albert Rothschild) 궁전에서 "빈의 유대인 이주 중앙국"에 임명되었다. 1939년 5월 아이히만이 빈을 떠나기 전까지, 합법적으로 약 10만명의 유대인들이 오스트리아에서 떠났고, 이보다 많은 수의 유대인들이 비공식적으로 팔레스타인 등으로 떠났을 것으로 추측된다.

## 제2차 세계 대전

### 유대인 정책의 변경

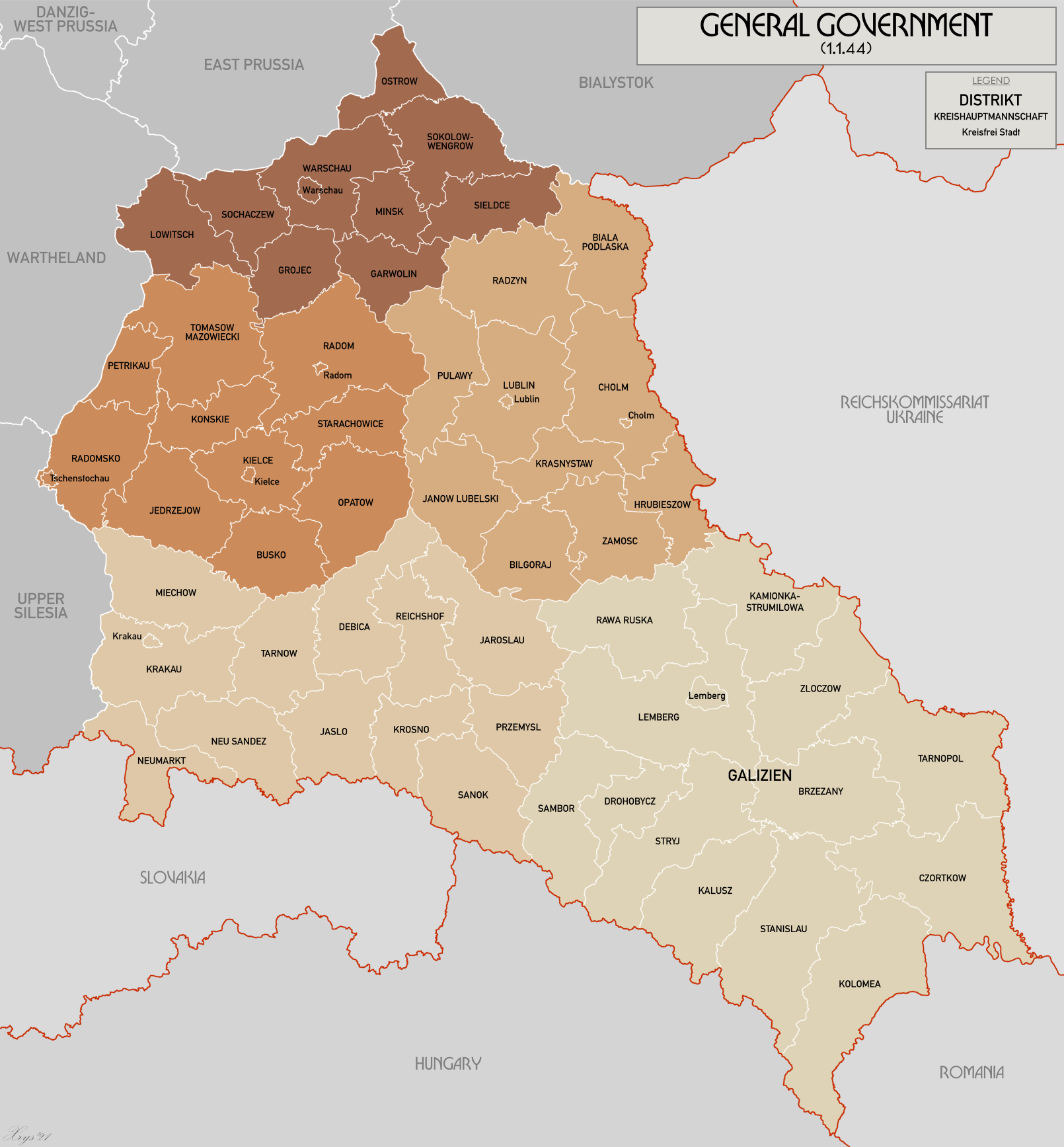
1941년부터 1945년까지 나치 독일의 총독부의 위치.

1939년 9월 1일, 나치 독일의 폴란드 침공 이후 몇 주 만에 나치 독일의 유대인 정책은 이주 장려에서 강제 추방으로 바뀌었다. SS-상급집단지도자 라인하르트 하이드리히는 폴란드 침공 이후 몇 주 동안 히틀러와 논의한 후, 9월 21일, 독일 지배 하의 유대인을 철도망이 좋은 폴란드의 도시로 추방시키는 것이 중요하다고 아이히만에게 조언해주었으며, 하이드리히는 독일의 총독부에 속하지 않는 폴란드의 지역에 추방지를 만들 계획을 발표했다. 1939년 9월 27일, SS국가지도자 보안국, 보안경찰, 게슈타포와 형사경찰이 통합되어 국가보안본부가 창설되었다.
아이히만은 프라하에서 "프라하의 유대인 이주 중앙국"의 설립을 돕고, 1939년 10월에 베를린으로 떠나 하인리히 뮐러와 라인하트 하이드리히 휘하의 "유대인 이주 중앙국"을 지휘하게 되었다. 아이히만은 지휘권을 얻자마자 최근 합병된 오스트라바, 모라바와 카토비체의 유대인 7만명~8만명을 추방하는 임무를 맡게 되었다. 이후 아이히만은 자신의 주도로 빈의 유대인을 추방하는 계획도 수립했고, 니스코 계획에 따라 그는 유대인들이 완전히 추방되기 전에 수용될 임시 수용소를 설치할 지역으로 니스코를 택했다. 1939년 10월 마지막 주에만 4700여 명의 유대인들이 기차로 니스코에 보내졌지만, 임시 수용소가 제대로 설치되지 않아 물과 식량이 부족한 상태로 보내야 했다. 이후 유대인들은 SS에 의해 소련의 점령지로 추방당해 인근 노동 수용소에서 일하게 되었다. 그러나 히틀러가 기차를 당분간 군사 목적으로 사용하는 것이 낫다고 생각하고 결정한 이후 니스코 계획은 취소되었다. 이후 히틀러의 장기적인 재정착 계획으로 수십만 명의 독일인들이 동쪽으로 이동했으며, 폴란드인과 유대인들은 더 동쪽, 특히 총독부로 추방되었다.

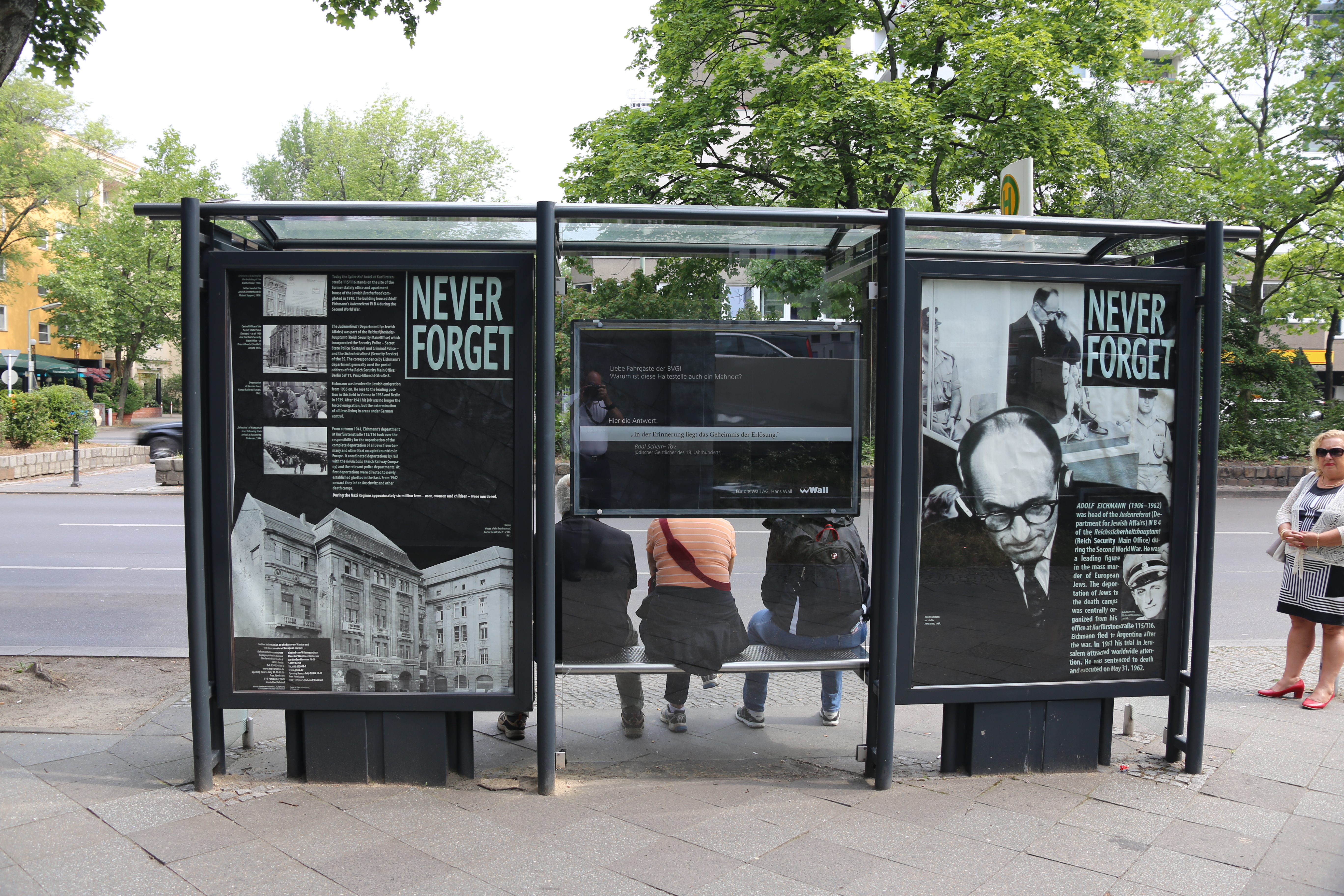
현재 호텔 소유의 쿠르퓌르슈텐스트라세(Kurfürstenstraße) 115/116에 위치한 아이히만의 유대인 업무 사무실 근처의 버스 정류장 기념관.

1939년 12월 19일, 아이히만은 유대인 문제와 철수를 감독하는 "RSHA 하위 부서 4-D4"(RSHA Referat IV D4)의 책임자로 임명되었고, 라인하르트 하이드리히는 아이히만을 독일이 점령한 폴란드로의 모든 유대인 수송을 담당하는 "특별 전문가"로 임명했다. 또한 아이히만은 폴란드로의 유대인 수송은 물론 물리적 제거, 몰수된 재산 처리와 자금 조달 등을 관리하게 되었고, 임명된 지 며칠 만에 아이히만은 유대인 60만명을 총독부로 추방하는 계획을 세웠다. 그러나 계획은 당시 폴란드에 큰 영향을 끼치던 한스 프랑크의 방해를 받았는데, 이는 한스 프랑크가 폴란드의 경제 발전과 독일화에 대규모 유대인들이 이주하는 것을 꺼려했기 때문이다. 결국 1940년 3월 24일, 4개년 계획을 담당하던 헤르만 괴링이 자신이나 한스 프랑크가 승인하지 않는 이상 폴란드로 유대인을 수송하는 것을 금지했다. 이후로도 아이히만의 유대인 수송은 계속되었지만, 계획보다 매우 느린 속도로 진행되었다. 제2차 세계 대전이 시작된 1939년 9월부터 1941년 4월까지 약 6만 3000명이 총독부로 수송되었고, 이 중 3분의 1은 열차의 열약한 환경으로 열차 내에서 수송 중 사망했다. 나치 독일이 패망한 후에 아이히만은 재판에서 열차의 열약한 환경에 화가 났다고 주장했지만, 당시 아이히만의 여러 서신과 문서들에 따르면 아이히만의 관심사는 독일이 경제적, 군사적으로 받는 방해를 최소화하면서 더 많은 유대인을 강제 추방하는 데에 있었다.
유대인들은 주요 게토에 집중되어 있었고, 언젠가는 더 동쪽, 심지어는 해외로 이송될 것이라는 예상까지 나오고 있었다. 그럼에도 여전히 열약한 게토의 환경은 높은 사망률을 초래했다. 1940년 8월 15일, 아이히만은 "독일 보안 본부: 마다가스카르 계획"(Reichssicherheitshauptamt: Madagaskar Projekt)라는 제목의 계획을 발표하였는데, 계획은 4년 동안 백만 명의 유대인을 마다가스카르로 강제 이주시킨다는 것이었다. 그러나 독일이 영국 본토 항공전에서 영국 공군에게 패하자 영국 침공은 무기한 연기되었고, 결국 영국이 대서양을 통제하게 되어 마다가스카르 계획은 지연되었다. 그럼에도 히틀러는 계획이 영구적으로 보류될 1942년 2월까지 마다가스카르 계획을 꾸준히 언급했다.

### 반제 회담

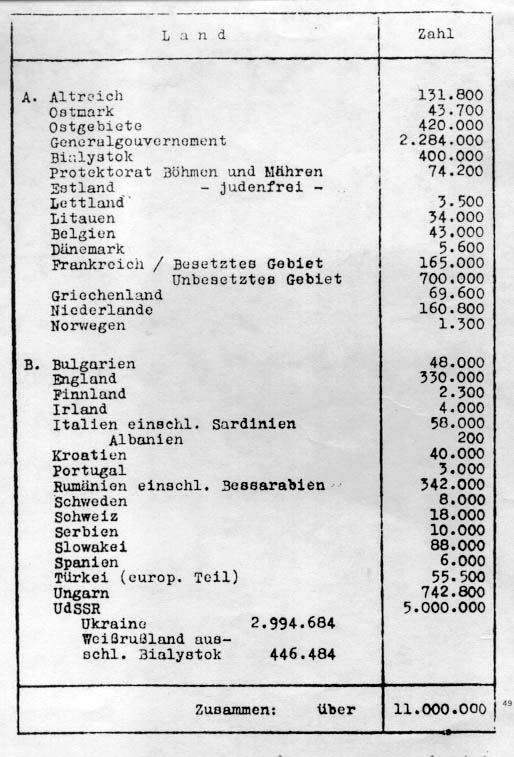
1942년 6월, 반제 회담에서 아이히만이 작성한 유대인 목록.

1941년 6월, 나치 독일의 소련 침공이 시작된 이후, 특수작전집단(기동부대)은 군대를 따라 정복된 지역에서 유대인, 코민테른 관리와 공산당의 고위 인사들을 포로로 잡아 살해했고, 아이히만은 특수작전집단의 보고를 받은 관리 중 한 명이었다. 7월 31일에 헤르만 괴링은 "유대인 문제에 대한 최종 해결책"을 위한 계획을 준비하고 제출한 후, 조직의 참여를 조정할 수 있는 권한은 라인하르트 하이드리히에게 주었고, 독일의 "동방총계획"은 점령된 동유럽과 소련 지역의 인구를 어떻게 할 것인지 제시했다.
나치 독일이 패망한 후의 재판에서 아이히만은 1941년 9월 중순에 아돌프 히틀러가 그에게 독일이 통제하는 영토의 모든 유대인 학살을 명령했다고 말했다. 히틀러의 초기 계획은 소련을 모두 정복하고 그 지역의 사람들을 어떻게 처리할 지에 대한 동방총계획을 실행하는 것이었으나, 12월에 미군이 참전하고 독일이 모스크바 공방전에서 패배하자, 히틀러는 결국 끝이 보이지 않는 전쟁이 끝난 후가 아니라, 즉시 유럽의 유대인을 학살하기로 결정했다. 이 시기 아이히만은 자신이 달성한 가장 높은 직위인 SS-상급돌격대지도자에 올라 있었다.
1942년 1월 20일, 제안된 유대인 학살에 대해 조정하기 위해 라인하르트 하이드리히는 반제 회담을 개최하였고, 아이히만도 초대하였다. 아이히만은 회의를 준비하기 위해 유럽 국가의 유대인 수와 유대인 이주 수를 통계로 작성하였고, 회의에 참석하여 다른 속기사를 감독하고 회의 내용을 공식적으로 공개할 부분을 기록했다. 또한 하이드리히는 회의 소개에서 다른 부서와의 연락을 아이히만이 담당할 것이라고 발표했다. 회의가 끝난 즉시, 아이히만의 감독 하에 유대인은 트레블링카와 베웽(Bełżec), 소비보르(Sobibor) 등에 위치한 절멸 수용소로 옮겨져 학살당했다. 6월 초에 부상을 당한 라인하르트 하이드리히는 국가보안본부의 본부장 직위를 에른스트 칼텐브루너에게 넘겨주었고, 이를 기리기 위해 유대인 학살 정책의 작전 이름을 "라인하르트 작전"(Operation Reinhard)으로 지었다.
아이히만은 따로 정책을 수립하지 않고, 작전을 통해 실행했으며, 유대인 추방은 하인리히 힘러 대신, 아이히만의 상관인 하인리히 뮐러가 대신 명령했다. 베를린 사무소에서 아이히만은 각 지역의 유대인 정보를 수집하고, 재산을 압수한 후, 열차 운행 일정을 조정하는 일을 맡았다. 아이히만의 부서는 외무부와 연락을 자주 취했는데, 이는 프랑스 등지의 유대인들의 소유물을 강제로 빼앗고, 학살을 위해 추방할 수 없었기 때문이다. 또한 사무실에서 현장에서 일하는 부서원들과 정기적으로 회의를 하고 게토를 방문했다. 그의 아내는 베를린에 사는 것을 싫어하여 아이들과 프라하에서 살았다. 아이히만은 처음에 매주 가족의 집에 방문했지만, 후에는 한달에 한 번으로 줄어들었다.

### 헝가리

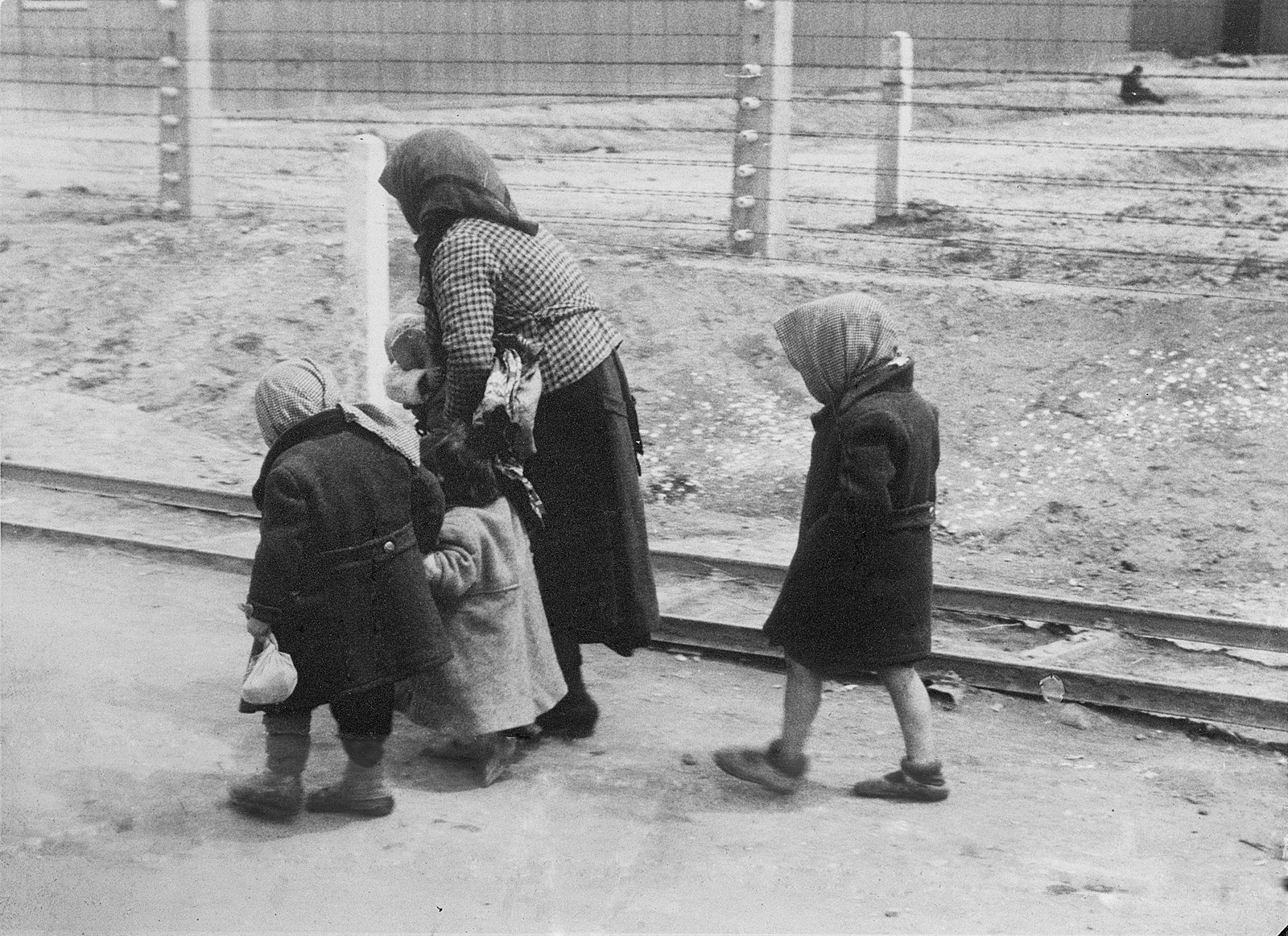
1944년 5월, 또는 6월에 아우슈비츠 강제 수용소에 도착한 여성과 아이들. (아우슈비츠 앨범의 내용)

1944년 3월 19일, 나치 독일은 헝가리를 침공했다. 같은 날, 아이히만은 도착하였고, 곧 그의 참모들과 SD, SS와 SiPo의 500~600명이 추가로 합류했다. 히틀러가 독일에게 순응하는 헝가리 정부를 세운 것은, 이전까지 본질적으로 피해를 입지 않았던 헝가리의 유대인들도 아우슈비츠 강제 수용소에 강제 이송되어 강제 노역을 하거나 독가스를 맞는다는 것을 의미했다. 아이히만은 4월 마지막 주에 헝가리 북동부를 순방했고, 5월에는 아우슈비츠 강제 수용소에 방문하여 준비 상황을 평가했다. 후에 뉘른베르크 국제군사재판에서 루돌프 회스는 하인리히 힘러가 자신에게 "유대인 문제에 대한 최종 해결책"의 구현을 위한 모든 운영 지침이 아이히만에게 있으니, 그에게 받으라고 말했다고 증언했다. 헝가리 내 유대인 수송은 4월 16일에 시작되었고, 매일 4대의 열차가 3000명의 유대인들을 아우슈비츠 II-비르케나우로 수송하였다. 아우슈비츠에 도착한 10~25%의 사람들은 강제 노역장으로 끌려갔으며, 나머지는 대부분 몇 시간 안에 사망했다. 국제적 압력에 헝가리 정부는 1944년 7월 6일 추방을 중단했으나, 그 때까지 헝가리의 72만 5천 명의 유대인 중 43만 7천 명이 사망했다. 정부의 중단 명령에도, 아이히만은 7월 17일과 7월 19일에 아우슈비츠로 향하는 추가 열차를 개인적으로 준비했다.
4월 25일에 진행된 회의에서 유대인 구호 및 구조 위원회(Relief and Rescue Committee, RRC)의 헝가리계 유대인 조엘 브랜드(Joel Brand)을 만났고, 이후 재판에서 아이히만은 그에게 동부 전선의 문제를 해결할 수 있는 10000대의 트럭을 제공받고 100만 명의 유대인 이주를 승인했다고 말했다. 그러나 서방 연합군이 이 제안을 거부했기 때문에 제안의 결과는 없었다. 1944년 6월에 아이히만은 레죄 카스트너(Kasztner Rezső)와의 협상에 응하여 다이아몬드, 금과 현금으로 가득 찬 여행 가방 3개를 받고, 1684명을 안전한 스위스로 보내 주었다.
아이히만은 쿠르트 베허(Kurt Becher)가 유대인 문제에 연루된 것에 분노하였고, 하인리히 힘러가 강제 수용소로 이송을 중단한 것에 반발하여 7월에 재요청을 하였다. 8월 말에 아이히만은 소련군의 진격으로 인해 루마니아와 헝가리의 국경에 갇힌 10000명의 독일인을 돕기 위한 특공대를 지위하게 되었지만, 특공대에 배치된 사람들이 돕기 위해 헝가리와 루마니아에 가는 것을 거부했고, 대신 병사들이 있는 병원에서 대원들을 대피시키는 것을 도왔다. 이 임무로 아이히만은 2급 1939년형 철십자장을 수여받았다. 10월과 11월에는 유대인들이 부다페스트에서 210km가량 떨어져 있는 빈까지 행진하도록 하는 계획을 세웠다.
1944년 12월 24일, 아이히만은 소련군이 부다페스트를 포위하기 직전에 부다페스트를 탈출하여 베를린으로 향했고, 베를린에서 그는 자신의 부서 IV-B4의 기록을 불태우는 것을 주도했다. 1945년 5월 8일 유럽에서 제2차 세계 대전이 끝났을 때 아이히만과 가족들은 다른 친위대 장교들과 비교적 오스트리아에서 안전하게 지내고 있었다.

## 전후 생활
제2차 세계 대전이 종전했을 무렵 아이히만은 오토 에크만이라는 위조 서류를 사용하여 친위대 장교들을 위한 캠프들에서 시간을 보냈지만, 자신의 신원이 발각된 것을 확인하고 캠프를 탈출하여 바이에른주 캄으로 도피했다. 탈출한 이후 오토 헤닝거라는 새로운 신분증을 얻어 몇 달 동안 여러 곳을 이주하였고, 최종적으로 뤼네부르크 히스(Lüneburg Heath)로 이주했다. 그리고 임업 분야에서 직업을 찾다가, 나중에 알텐잘츠코트(Altensalzkoth)의 작은 부지를 임대하여 1950년까지 살았다. 한편, 아우슈비츠 강제 수용소의 소장 루돌프 회스 등의 사람들은 뉘른베르크 국제군사재판에서 아이히만의 행각들에 대한 증거를 제시했다.

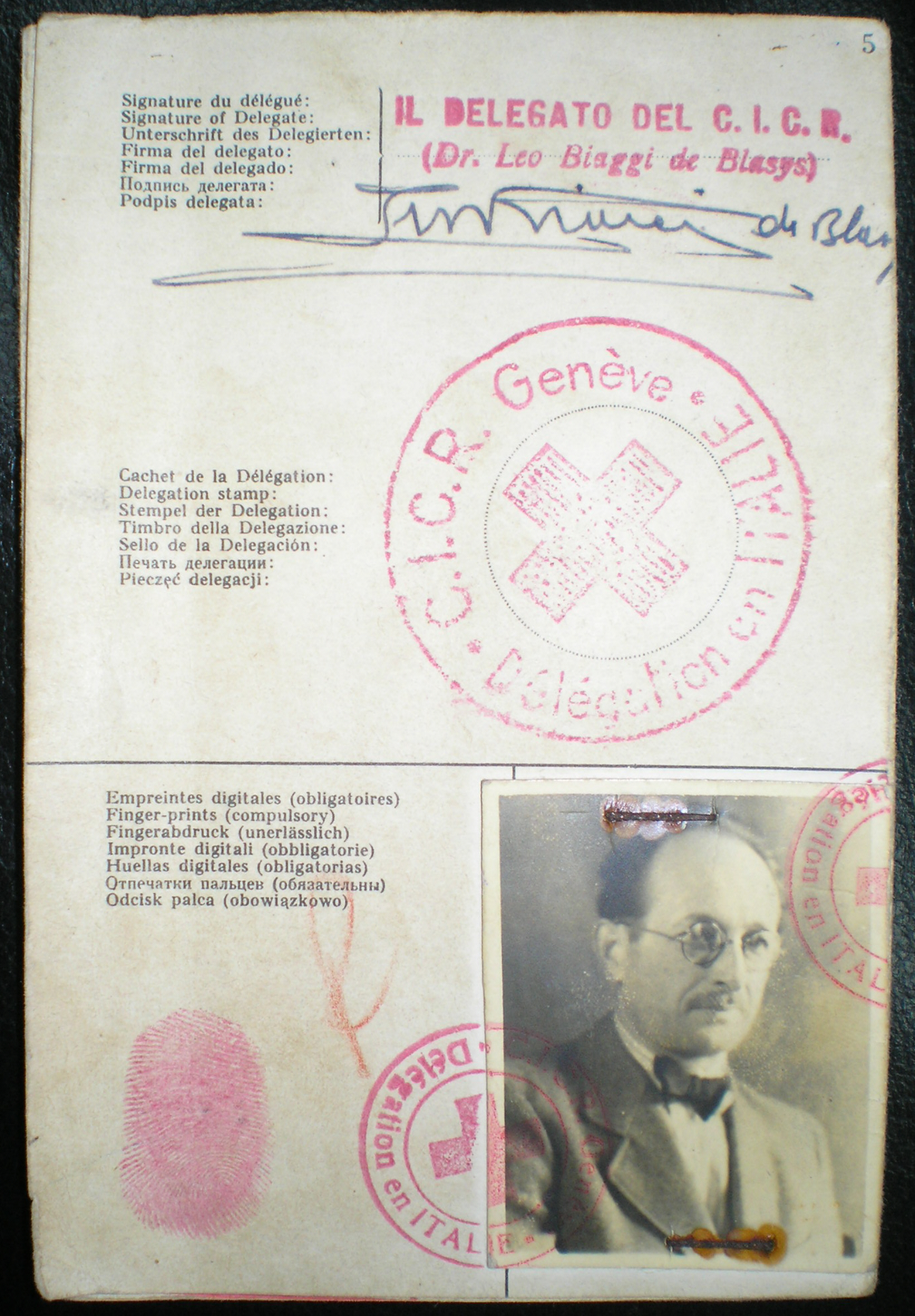
1950년, 아이히만이 아르헨티나에 입국하기 위해 사용한 "리카르도 클레멘트"라는 이름의 위조 적십자 여권.

1948년에 아이히만은 나치에 동조하고 있던 것으로 알려진 알로이스 후달(Alois Hudal)이 이끄는 조직을 통해 리카르도 클레멘트(Ricardo Klement)라는 이름의 위조 신분증을 획득했다. 이 신분증으로 아이히만은 국제 적십자 위원회의 여권과 1950년 아르헨티나로의 입국 허가를 받을 수 있었다. 그는 유럽 전역을 여행하며 수도원에 머무르다가, 1950년 6월 17일 제노바에서 배를 타고 7월 14일 부에노스아이레스에 도착하였다.
아이히만은 처음에 투쿠만주에서 정부 계약자로 일했고, 1952년에는 가족을 아르헨티나로 입국시켰다. 가족을 입국시킨 후 부에노스아이레스로 이사했고, 그곳에서 메르세데스-벤츠에서 직업을 얻기 전까지 저임금 노동자로 일했다. 1960년에는 가족 모두 가리발디 가 14번지(Garibaldi Street, 현재의 가리발디 가 6061번지)에 집을 지어 이사했다. 1956년부터 아이히만은 나치 독일 국외 기자인 윌렘 사센(Willem Sassen)과 광범위하게 인터뷰를 하고 있었고, 아이히만은 이 기간 동안 테이프, 녹취록과 메모 등을 작성했다. 이러한 자료들은 1960년대 후반에 《라이프》와 《슈테른》 등의 잡지에서 기사의 내용으로 사용되었다.

## 체포
홀로코스트에서 살아남은 몇 명의 생존자들 중, 지몬 비젠탈 등의 사람들은 나치 사냥꾼이라고 불리며 아이히만과 다른 나치 당원들을 찾는 데에 헌신하고 있었다. 1953년에 지몬 비젠탈은 그가 받은 편지에서 아이히만이 부에노스아이레스에서 목격되었다는 것을 증언했고, 1954년에 비젠탈은 그 정보를 빈에 있는 이스라엘 영사관에 넘겼다. 마침 1960년에 아이히만의 아버지가 세상을 떠나자, 비젠탈은 시설 탐정들에게 아이히만의 가족 구성원의 사진을 몰래 찍도록 하였다. 그리고 2월 18일에 이 사진들을 모사드에게 넘겼다.
1938년 아르헨티나로 이주한 유대계 독일인인 로타르 헤르만(Lothar Hermann)도 아이히만의 정체를 폭로하는 데에 중요한 역할을 했다. 헤르만의 딸 실비아는 나치의 공적을 자랑하던 클라우스와 사귀게 되었는데, 실비아는 이를 서독 헤센주의 검찰총장인 프리츠 바우어(Fritz Bauer)에게 알렸다. 로타르 헤르만은 실비아를 보내 클라우스가 누군지 조사하도록 했고, 실비아는 그의 집에서 아이히만을 만났다. 아이히만은 자신이 클라우스의 삼촌이라고 소개했으나, 클라우스가 돌아오고 아이히만을 "아버지"라고 불렀다. 1957년, 프리츠 바우어는 이 정보를 당시 모사드의 국장이었던 이세르 하렐(Isser Harel)에게 직접 전달했고, 하렐은 감시를 담당하도록 요원들을 배치했으나, 구체적인 증거가 발견되지 않았다. 한편 바우어는 독일의 경찰과 법률 시스템을 신뢰하지 않았고, 해당 정보를 독일 경찰에 넘기면 경찰이 아이히만에게 알려줄 것을 우려했다. 결국 바우어는 직접 이스라엘 당국에 문의했으나, 이스라엘 당국은 바우어가 아르헨티나의 아이히만을 체포하는 것을 제안하자 부정적인 반응을 보였다. 이후 이스라엘은 정보를 제공한 로타르 헤르만에게 12년 후인 1971년에 보상금을 제공했다. 1950년대 초반에 아이히만과 같이 일했던 독일의 지질학자인 게르하르트 클라머(Gerhard Klammer)는 아이히만의 집 주소를 제공했고, 클라머의 신원은 2021년이 되어서야 밝혀졌다.
1960년 3월 1일, 모사드의 국장 이세르 하렐은 신베트의 심문관 즈비 아하로니(Zvi Aharoni)를 부에노스아이레스로 파견하여 아이히만의 신원을 확인했다. 하지만 아르헨티나는 범죄인을 외국으로 인도하는 것을 거부한 이력이 있었고, 하렐은 다비드 벤구리온이 직접 아르헨티나에 인도 요청을 하기보다는 직접 요원들을 보내 체포하는 것이 낫다고 결정했다. 1960년 5월에 하렐은 체포를 확인하기 위해 도착했고, 팀은 모사드의 요원 라피 이탄(Rafi Eitan)이 이끌었으나, 팀의 대부분의 요원들은 신베트의 요원이었다.

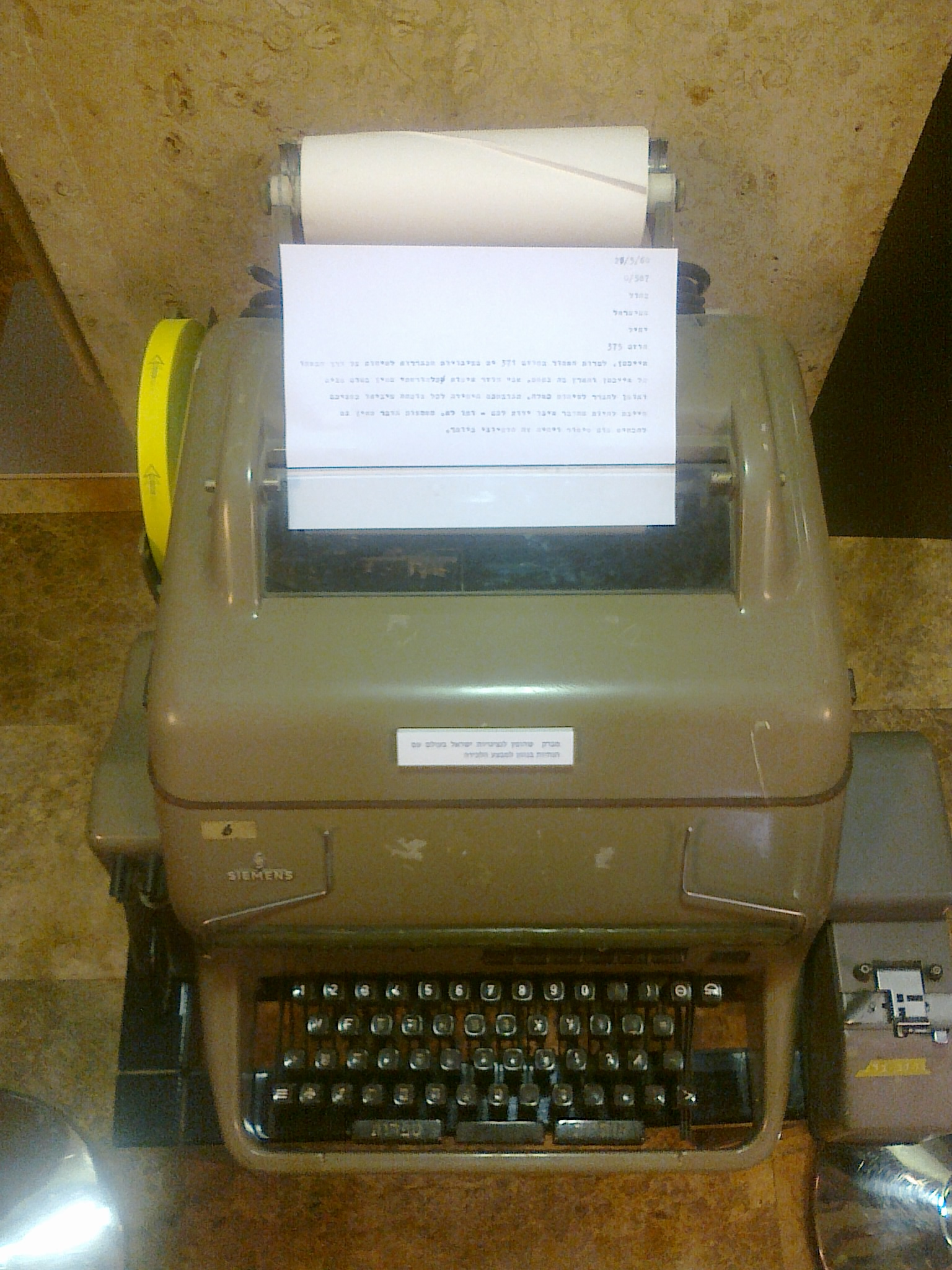
아이히만의 체포에 관한 글을 세계 각국의 이스라엘 공관에 보냈을 때 사용된 전신타자기.

라피 이탄이 이끄는 팀은 1960년 5월 11일 부에노스아이레스 중심가에서 북쪽으로 20km 떨어진 산 페르난도의 가리발디 가의 아이히만의 집 근처에서 아이히만을 체포했다. 이전에 요원들은 4월에 도착하여 매일 저녁 같은 시간에 버스를 타고 집으로 퇴근하는 아이히만을 관찰했고, 5월 11일에 요원들은 아이히만이 버스에서 내려 집까지 들판으로 걸어가고 있을 때 체포하려고 계획을 세웠다. 그러나 아이히만이 평소 타고 다니던 버스를 타고 있지 않아 계획은 거의 무산될 뻔했지만, 30분 후에 아이히만은 다른 버스에서 내렸고, 모사드의 요원 피터 말킨(Peter Malkin)은 그에게 스페인어로 시간이 있는지 물었다. 아이히만은 겁에 질려 도망치려 했으나, 두 명의 모사드 요원들이 말킨을 돕기 위해 차에서 내렸다. 세 요원은 아이히만과 몸싸움 끝에 바닥에 눕혀 차로 옮겨 담요로 숨겼다.
아이히만은 요원들에 의해 준비된 모사드의 은신처로 이송되었다. 아이히만은 이곳에서 9일 동안 감금되어 있었는데, 이 기간 동안 아이히만의 신분이 재확인되었다. 이 때 이세르 하렐은 아우슈비츠 강제 수용소의 악명 높은 내과의사 요제프 멩겔레가 부에노스아이레스에서 살고 있다는 정보를 얻었고, 멩겔레와 아이히만을 같은 항공편으로 수송하기를 바랐다. 그러나 멩겔레는 이미 마지막으로 알려진 거주지를 떠난 상태였으며, 더 이상의 정보가 없어 멩겔레의 체포 계획은 끝났다. 요원들을 이끌었던 라피 이탄은 2008년에 이스라엘의 하아레츠 신문에서 멩겔레를 추적하여 체포하는 것이 아이히만 작전을 위태롭게 할 수 있어서 계획을 포기했다고 밝혔다.
5월 20일 자정에 아이히만은 진정제를 복용한 후, 승무원 복장을 했다. 곧 아이히만과 요원들은 아르헨티나 5월 혁명의 공식적인 150주년 기념 행사에 방문한 이스라엘 대표단이 탔던 EI AI 브리스톨 브리타니아(Bristol Britannia)를 타고 이스라엘로 밀항했다. 비행기 계획이 승인되기까지 공항에서 지연이 있었다. 출발한 후 비행기는 중간에 연료를 채우기 위해 세네갈 다카르에 착륙했고, 5월 22일 이스라엘에 도착하였다. 그 즉시 이스라엘의 총리였던 다비드 벤구리온이 아이히만의 체포를 발표했다.
한편, 아르헨티나에서 납치 소식이 알려지자 타쿠아라 민족주의 운동(Tacuara Nationalist Movement)을 비롯한 극우 세력들의 격렬한 반유대주의 물결이 일어났다. 이스라엘과의 협상에 실패한 아르헨티나는 1960년 6월 유엔 안전 보장 이사회에 긴급회의를 요청했다. 회의에서 이스라엘의 대표 골다 메이어는 납치를 한 요원들이 이스라엘의 요원이 아닌 사적인 개인이라고 주장하였으나, 6월 23일, 의회는 아르헨티나의 주권이 침해되었다는 주장에 동의했다. 그리고 이스라엘에 배상을 요청하는 결의안 138호를 통과시켰다. 이후 이스라엘과 아르헨티나는 추가 협상을 통해 8월 3일, 이스라엘이 아르헨티나의 주권 침해를 인정하고 분쟁을 끝내기로 합의했다. 이스라엘 법원은 아이히만의 체포 상황이 재판의 적법성과 관련이 없다고 판결했다.
2006년에 기밀이 해제된 중앙정보국(CIA)의 문서에 따르면 아이히만의 체포가 CIA와 서독의 연방정보원이 경종을 울리게 했다. 두 기관 모두 아이히만이 아르헨티나에서 숨어 지내고 있다는 사실을 2년 동안 알고 있었지만, 당시 벌어지고 있던 냉전기 동안 이익에 부합하지 않았기 때문에 행동을 하지 않았다. 그러나 두 기관은 아이히만이 체포되자 재판에서 아이히만에 뉘른베르크법과 반유대주의 나치 법률을 공동 집필한 서독의 안보보좌관 한스 글롭케(Hans Globke)에 대해 무엇을 말할지 우려했다. 또한 문서에서는 두 기관이 유럽의 공산주의 국가들에 대한 정보를 얻기 위해 전 나치 동료들을 이용한 것도 밝히고 있다.
중앙정보국이 아이히만의 위치를 알고 이스라엘에게 정보를 제공하지 않았다는 주장은 "반역사적"(ahistorical)이라며 반박당했다. 특수 수사관이었던 엘리 로젠바움(Eli Rosenbaum)은 반박에 아이히만이 이스라엘에서 태어나 1952년까지 살다 아르헨티나에서 "클레멘스"라는 가명으로 살았다는 신뢰하기 어려운 CIA의 정보를 덧붙였다.

## 재판
아이히만은 이스라엘의 야구르(Yagur)의 경찰서로 이송되어 9개월을 보냈다. 이스라엘은 문서와 증인의 증언에만 근거하여 재판을 하기를 꺼려했다. 결국 아이히만은 매일 심문을 받았는데, 그 녹취록은 총 3500페이지에 달한다. 심문관은 이스라엘 경찰총감이었던 아브너 레스(Avner Less)가 맡았으며, 그는 보통 야드바솀과 투비아 프리드만(Tuviah Friedman)이 제공한 문서를 참고하여 아이히만이 언제 거짓말, 또는 회피하고 있는지 확인했다. 아이히만은 자신이 한 일을 반박할 수 없는 추가 정보가 전해졌을 때, 그는 나치 계급에서 아무런 권위도 없으며 단지 명령을 따랐을 뿐이라고 주장했다. 아브너 레스는 아이히만이 자신의 범죄가 중대하다는 것을 깨닫지 못하고 양심의 가책을 느끼지 않은 것 같다고 지적했다. 2016년에 그의 사면 요청은 그가 주장한 것과 크게 다르지 않았다. 아이히만은 "책임이 있는 지도자들과 나 같은 지도자들의 손에 있는 단순한 도구 역할을 하도록 강요받는 것 사이에 선을 그을 필요가 있다"라고 썼으며, "나는 책임이 있는 지도자가 아니었다. 그렇기 때문에 나는 죄책감을 느끼지 않는다."라고  덧붙였다.

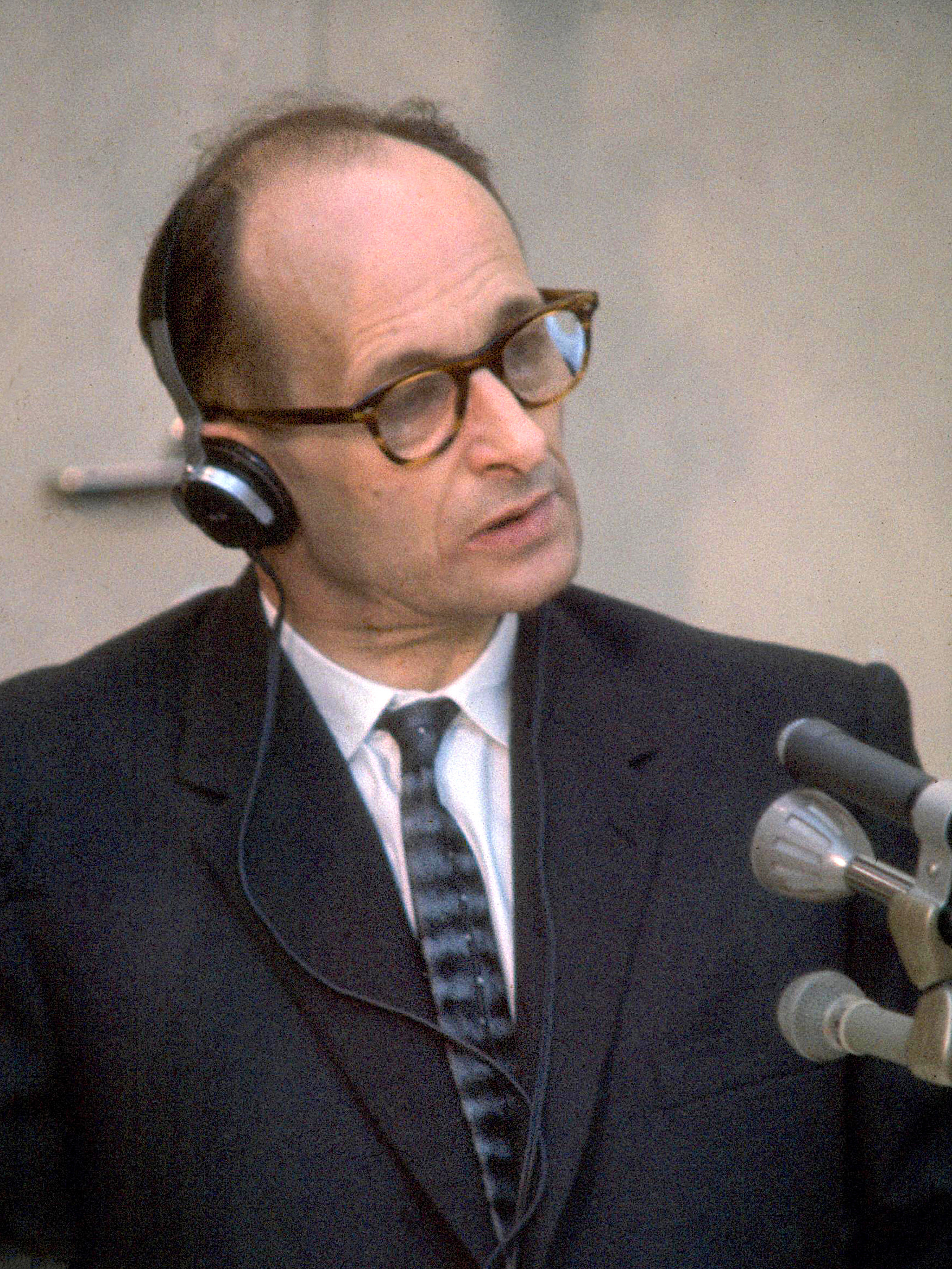
1961년, 재판 중인 아이히만의 모습.

아이히만의 재판은 1961년 4월 11일에 예루살렘 지방 법원의 특별 재판소에서 시작되었다. 아이히만에 대한 기소의 법적 근거는 1950년에 제정된 나치 및 나치 협력자(형벌)법으로, 그의 죄는 인도에 반한 죄, 전쟁범죄, 유대 민족에 대한 범죄와 범죄 조직의 구성원 등 15가지 범죄에 해당했다. 재판은 모셰 랜도(Moshe Landau), 벤자민 할레비(Benjamin Halevy)와 이츠하크 라베(Yitzhak Raveh) 세 명의 판사가 주재했다. 검사는 기드온 하우스너(Gideon Hausner)가 가브리엘 바흐(Gabriel Bach)와 야코프 브루어(Jacob Breuer)의 도움을 받으면서 맡았으며, 변호인단은 로베르트 세르바티우스(Robert Servatius)와 디터 베히텐브루흐(Dieter Wechtenbruch), 아이히만 자신으로 구성되어 있었다. 아이히만이 체포된 당시, 외국 변호사들은 이스라엘 법정에서 청문회를 접할 수 없었기 때문에, 이스라엘 법률은 사형 혐의를 받는 사람들을 비이스라엘인이 변호할 수 있도록 수정되었다. 아이히만 체포 직후 이스라엘 내각 회의에서 핀차스 로젠(Pinchas Rosen)은 "내 생각에 유대인이든 아랍인이든 변호해줄 이스라엘 변호사를 찾는 것은 불가능하다. 외국인 변호사가 필요할 것이다."라고 말했다.
이스라엘 정부는 아이히만의 재판이 언론에 많이 보도되도록 주도했다. 미국에서는 Capital Cities/ABC가 비디오테이프를 방송할 수 있는 독점권을 획득했으며, 전 세계적으로 많은 주요 신문들이 재판에 기자를 보내 대대적으로 1면에 보도했다. 재판은 예루살렘의 중심부에 위치한 강당 Beit Ha'am(현재의 제라드 베하르 센터(Gerard Behar Center))에서 진행되었으며, 아이히만은 암살 시도로부터 그를 보호하기 위해 방탄 유리 부스 안에서 재판을 진행했다. 기자들은 유선 텔레비전으로 재판을 볼 수 있도록 건물을 개조했고, 객석은 750석을 사용할 수 있었다. 비디오테이프는 다음날, 방송을 위해 미국으로 보내졌다.
기소 증거는 수백 개의 문서와 112명의 증인(대부분 홀로코스트 생존자)이 65일 동안 제출했는데, 검사였던 기드온 하우스너는 30명의 증인만 재판에 소환하라는 경찰의 권고를 무시했으며, 소환된 증인 중 14명만이 아이히만을 직접적으로 목격했다. 하우스너는 아이히만의 유죄를 입증할 뿐만 아니라, 홀로코스트에 대한 포괄적인 기록을 만드는 것을 의도했다. 하우스너는 재판을 "이 역사적인 재판의 피고석에 있는 것은 개인이 아니라, 나치 정권은 물론 반유대주의"라는 개회사로 시작했다. 피고 측 변호인인 로베르트 세르바티우스는 아이히만과 직접적으로 관련이 없는 자료들을 지속적으로 제시했고, 대부분 성공적이었다. 검사 측에서는 문서 외에도 아이히만의 심문과 윌렘 사센과의 아르헨티나 녹취록를 제출하고 있었는데, 사센과의 인터뷰 중에서는 아이히만이 직접 적은 글만 증거로 인정되었다.

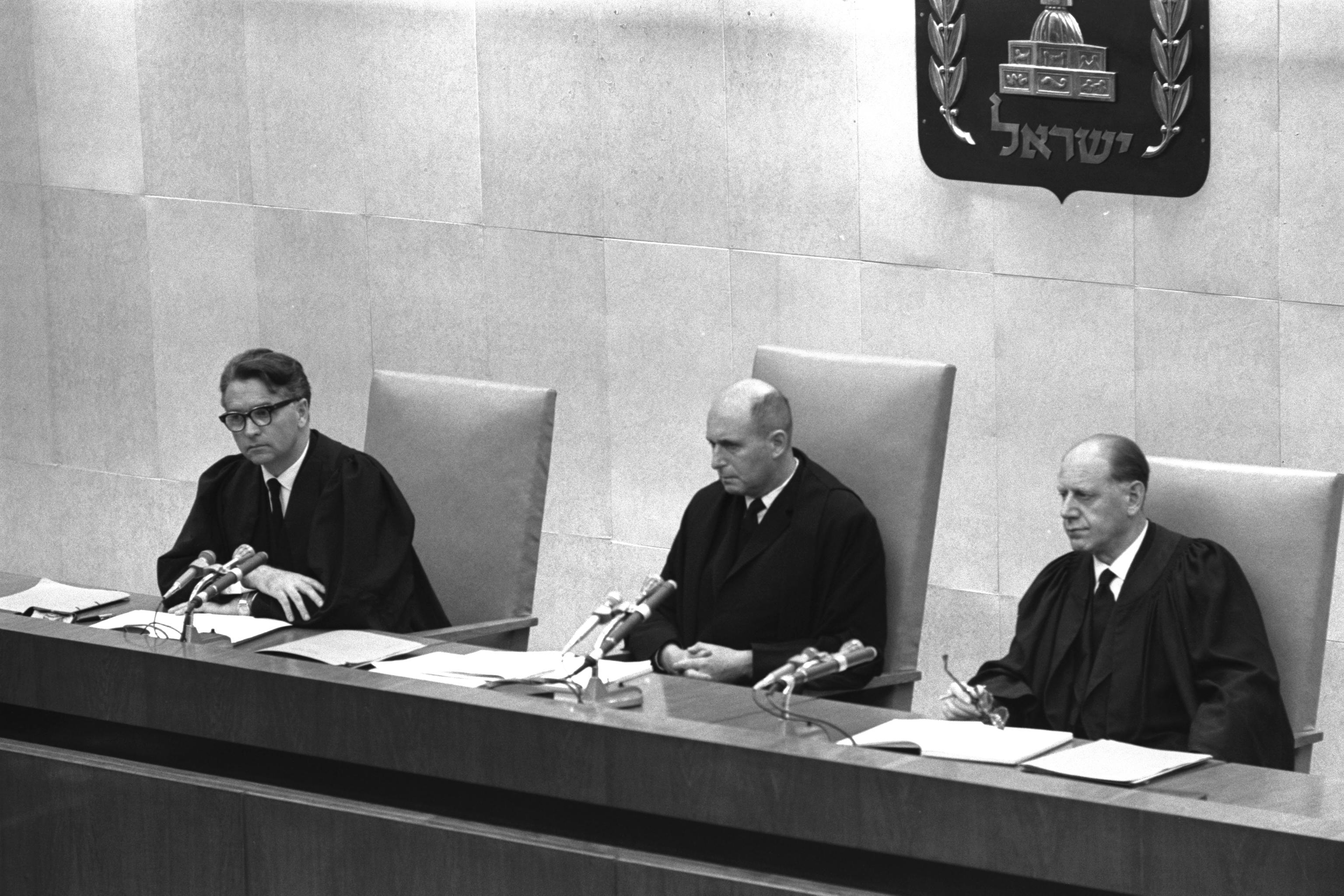
아이히만을 재판했던 판사 모셰 랜도, 벤자민 할레비와 이츠하크 라베.

검찰이 제출한 증거 중에는 증언조서가 포함되어 있었다. 피고측은 변호인단이 심문을 할 수 있는 권리를 박탈당하지 않기 위해 이스라엘로 데려올 것을 요구했으나, 하우스너는 법무장관으로서 이스라엘에 들어오는 전범들을 체포할 의무가 있다며 거부했다. 한편, 검찰은 자료를 꾸준히 제출하여 아이히만이 헤움노, 아우슈비츠와 민스크 등에서 유대인 집단 총격이 일어난 등 집단 학살이 일어나던 장소를 방문했던 것과 자신이 추방한 사람들이 학살되는 것 또한 알고 있었던 것을 증명했다.
피고측은 아이히만에 대한 길고 직접적인 조사에 착수하였으며, 조사에 참여했던 모셰 펄먼(Moshe Pearlman)과 한나 아렌트는 아이히만의 평범함과 단순한 감정을 언급했다. 재판 내내 아이히만은 증언에서 1945-1946년에 뉘른베르크 국제군사재판에서 일부 나치당원들이 사용한 히틀러에 대한 충성 맹세를 했기 때문에 명령을 따를 수밖에 없었다고 주장했다. 아이히만은 계속 자신이 아닌 뮐러와 하이드리히, 힘러, 그리고 최종적으로 히틀러가 결정을 내렸음을 강조했고, 변호인단 중 한 명이었던 로베르트 세르바티우스는 아이히만의 행위는 국가의 결정이므로 일반적인 사법 절차를 따르지 않았을 것, 즉 국가행위론을 주장했다. 또한, 아이히만은 반제 회담의 결과에 만족감과 안도감을 느꼈다고 말했는데, 이는 상관이 '몰살'이라는 명확한 결정을 내렸기 때문에, 이 문제가 자신의 손에서 벗어났다고 생각했기 때문이다. 조사 마지막 날, 아이히만은 수송을 한 데에는 죄가 있지만, 결과에는 죄책감을 느끼지 않는다고 진술했다.
반대 심문 내내 하우스너는 아이히만이 자신의 죄를 인정하게 하려고 했지만, 아이히만은 그러한 자백을 하지 않았다. 대신 아이히만은 자신이 유대인을 좋아하지 않고 적으로 여긴다고 인정했지만, 유대인의 절멸이 정당하다고 생각한 적이 없다고 말했다. 1945년에 아이히만이 "500만 명을 죽인 것이 나의 양심에 엄청난 만족감을 주었기 때문에 나는 웃으면서 무덤에 뛰어들 것이다."라고 말했다는 증거가 나오자, 아이히만은 학살당한 사람들이 소련과 같은 "국가의 적"이라고 반박했다. 이후 재판에서 아이히만은 판사가 심문할 당시 자신이 유대인을 의미한다고 말했고, 후에 아이히만은 그 발언이 자신의 의견을 정확하게 반영했다고 말했다.
8월 14일에는 재판이 휴정된 이후, 12월 12일 재판 결과가 발표되었다. 아이히만은 인도에 반한 죄, 전쟁범죄, 유대인에 대한 범죄, 범죄 조직의 구성원 등의 15가지 혐의로 유죄 판결을 받았고, 판사는 그가 사람을 개인적으로 살해한 죄가 없으며, 특수작전집단의 활동을 감독하고 통제한 죄가 없다고 판결내렸다. 그러나, 아이히만은 추방 열차의 열악한 환경과 그 열차를 채우도록 유대인을 공급하는 데에 책임이 있는 것으로 여겨졌다. 아이히만은 유대인에 대한 범죄뿐만 아니라 폴인과 슬로벤인, 롬인에 대한 범죄로도 유죄 판결을 받았다. 더불어 뉘른베르크 국제군사재판에서 범죄 조직으로 선언된 세 개의 조직(SS, SD, 게슈타포)의 구성원으로서도 유죄 판결을 받았다. 또한, 판사는 아이히만이 단순히 명령을 따랐을 뿐만 아니라 나치의 명분을 전적으로 믿고 따라 대량 학살의 핵심 가해자였다고 결론지었고, 결국 아이히만은 1961년 12월 15일, 교수형을 선고받았다.

### 항소와 집행

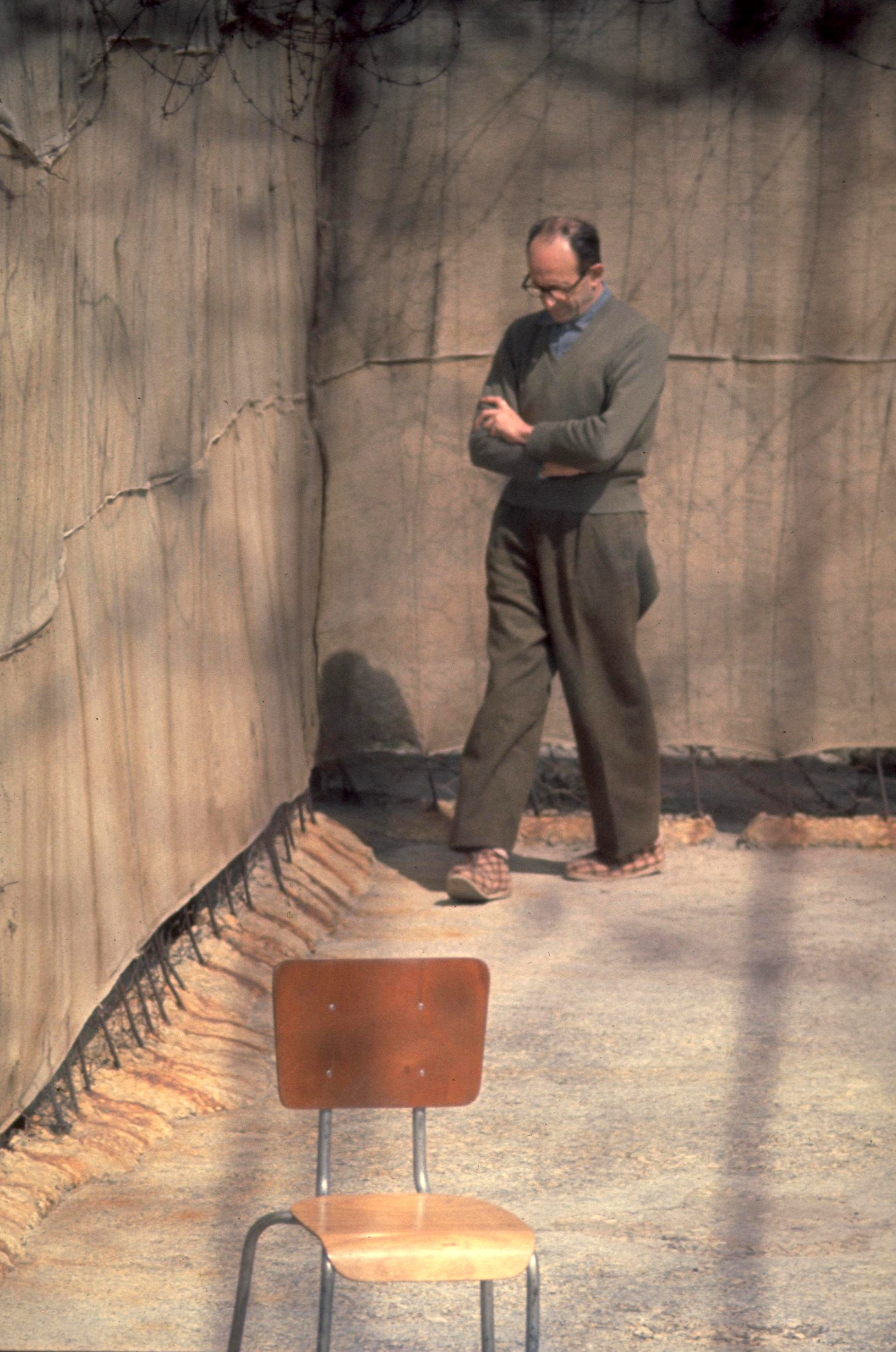
1961년, 이스라엘 라믈라에 위치한 아얄론 감옥(Ayalon Prison)의 아이히만.

교수형 선고에 대해 아이히만의 변호인단은 이스라엘 최고 법원에 항소했고, 항소는 이츠하크 올샨(Yitzhak Olshan), 시몬 아그라나트(Shimon Agranat), 모셰 질버그(Moshe Zilberg), 요엘 주스만(Yoel Zussman)과 알프레드 위트콘(Alfred Witkon) 5명의 판사들이 심리했다. 변호인단은 주로 이스라엘의 관할권과 아이히만이 기소된 법률의 합법성에 대한 법적 주장에 의존했으며, 항소 청문회는 1962년 3월 22일에 열려 29일까지 이어졌다. 아이히만의 아내인 베로니카 리블은 4월 말에 이스라엘에서 그를 마지막으로 보았다. 5월 29일 이스라엘 최고 법원은 항소를 기각하고, 모든 사항에 대한 지팡법원의 판결을 지지했다. 이러한 발표가 나자 아이히만은 즉시 당시 이스라엘의 대통령 이츠하크 벤즈비에게 사면을 청원했는데, 이 사면을 청원한 편지는 2016년 1월 27일 공개되었다. 또한, 변호인 중 하나였던 로베르트 세르바티우스는 서독 정부의 범죄인 송환 요청을 기다리는 동안 사형집행을 정지해달라고 요청했다. 이때 추가로 사면 요청을 요청했으며, 아이히만의 아내와 형제들도 사면을 요청하는 편지를 벤즈비에게 보냈다. 저명한 인물로 알려져 있는 휴고 베르그만(Hugo Bergmann)과 펄 S. 벅, 마르틴 부버, 에른스트 사이먼(Ernst Simon) 등도 사형에 반대했다. 이에 벤즈비는 이 문제를 해결하기 위해 특별 내각 회의를 진행하였지만, 내각 회의에서 사면하지 말라고 권고하기로 결정되었고, 결국 벤즈비는 사면 청원을 거부했다. 이 소식은 5월 31일 오후 8시에 아이히만에게 통보되었다.

기각 통보를 받은 아이히만은 몇 시간 후 라믈라의 감옥에서 교수형으로 인한 액사로 사망했다. 아이히만의 교수형은 1962년 5월 31일 자정에 예정되었지만, 약간 지연되어 6월 1일 새벽에 진행되었다. 사형집행에는 일부 관리와, 4명의 기자, 아이히만이 감옥에 있는 동안 상담사였던 윌리엄 로벨 헐(William Lovell Hull)이 참석했다. 그는 교수형을 당하기 직전에 다음과 같은 마지막 말을 남겼다:
| “ | 독일 만세. 아르헨티나 만세. 오스트리아 만세. 이 세 나라는 내가 가장 연관되어 있고, 잊지 못할 것이다. 나는 아내와 가족, 친구들에게 인사를 한다: '난 준비됐어. 모든 사람의 운명이 그렇듯이 우리는 곧 다시 만날 거야.' 나는 신을 믿으며 죽을 것이다. | ” |
|   | — 아돌프 아이히만, 1962년 |   |

교수형에 참석했던 라피 이탄은 2014년에 아이히만이 나중에 "여러분들도 저를 따라오세요"라고 중얼거리는 소리를 들었다고 이야기했고, 결국 이 말이 아이히만의 마지막 말이 되었다.
아이히만이 사망한 후, 몇 시간 안에 화장되었다. 화장된 시신은 이스라엘 해군에 의해 이스라엘 영해 밖 지중해에 흩뿌려졌다.

### 영향
재판의 언론 보도는 홀로코스트에 대한 새로운 관심을 불러일으켰고, 그 결과 관련 학술 작품의 출판이 증가하여 대중의 인식이 높아졌다. 특히 서독의 언론에서 널리 보도되어 서독의 많은 학교들이 이 문제를 연구하는 것을 교과 과정에 추가했다. 이스라엘에서 많은 사람들은 증인들의 증언으로 홀로코스트가 생존자, 특히 젊은 사람들에게 미친 영향에 대한 깊은 인식을 갖게 되었고, 유대인이 도살장에 가는 양처럼 갔다는 대중적인 오해를 줄였다.

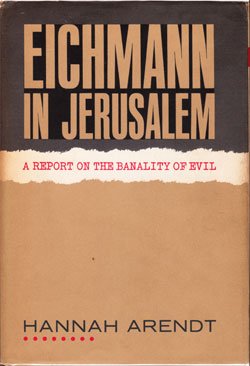
한나 아렌트의 《예루살렘의 아이히만》의 책 표지.

한나 아렌트의 "악의 평범성"은 "아이히만"을 상징적으로 나타낸다. 《더 뉴요커》에서 아이히만의 재판을 보도했던 한나 아렌트는 자신의 책 《예루살렘의 아이히만》에서 아이히만을 "악의 평범성"으로 묘사했는데, 이는 아이히만이 증오도 죄의식도 드러내지 않는 평범한 성격으로 느꼈기 때문이다. 지몬 비젠탈은 1988년 출판한 책 《Justice, Not Vengeance》에서 "세계는 이제 "책상 살인자"의 개념을 이해한다. 우리는 수백만 명을 죽이기 위해, 광신적이고, 가학적이거나, 정신병자가 될 필요가 없다는 것을 알고 있다. 의무를 완수하려는 충성스러운 추종자면 충분하다."라고 썼다. "작은 아이히만"이라는 개념은 조직적으로 다른 사람에게 해를 입힌 관료들을 경멸하는 개념이 되었다.
베티나 스탱네스(Bettina Stangneth)는 2011년 자신의 책 《Eichmann Before Jerusalem》에서 아이히만이 아르헨티나에서 윌리엄 사센과 인터뷰한 내용을 근거하여, 아이히만이 이데올리기적으로 동기 부여된 반유대주의자이자, 평생 나치에 헌신한 당원이었으며, 재판에서 얼굴을 드러내지 않는 관료였다고 말했다. 크리스토퍼 R. 브라우닝(Christopher Browning), 데보라 립스타트(Deborah Lipstadt), 야콥 로조윅(Yaacov Lozowick)과 데이비드 새자라니(David Cesarani) 등의 저명한 역사가들도 스탱네스의 주장에 동의했고, 이는 한나 아렌트가 믿었던 아이히만이 생각이 없는 관료주의자가 아니었다는 것을 뜻한다.
아이히만의 막내 아들 리카르도 아이히만은 자신이 아버지를 처형한 이스라엘에 분노하지 않는다고 밝혔다. 리카르도 아이히만은 아이히만이 명령을 따랐다는 주장에 동의하지 않고, 죄책감의 부족이 가족에게 "곤란한 감정"을 느끼게 했다는 것을 지적했다. 이후 리카르도는 2020년까지 독일 고고학 연구소(Deutsches Archäologisches Institut)에서 교수로 일했다.

### 내용주
1. 1 2  그의 전체 이름은 현재까지도 불확실하다. 다만, 그의 출생 증명서와 나치 독일의 공식 문서들에 의해 이름이 "오토 아돌프"인 것이 입증되었다.[1]
2. 1 2  아이히만의 사형집행은 5월 31일 자정에 이루어질 예정이었으나, 약간 지연되어 6월 1일 새벽에 사망했다.[2]
3. ↑  홀로코스트로 죽은 유대인은 600만에서 500만 명[4] 사이이다.
4. ↑  몇몇 학자들은 아이히만의 아버지의 이름이 "아돌프 칼"이 아닌 "칼 아돌프"라고 주장한다.
5. ↑  이 부서의 이름은 1939년 9월에 Section IV B4로 바뀌었다.
6. ↑  심각한 과밀, 열약한 위생, 식량 부족 등
7. ↑  크리스티안 게를라흐(Christian Gerlach) 등의 학자들은 히틀러가 1941년 12월까지 학살 정책을 명령하지 않았다고 주장한다.[68] 이 주장은 보편적으로 받아들여지지는 않지만, 이 시기에는 하인리히 힘러가 히틀러에게 "Jewish question – to be exterminated as partisans"(유대인 문제 - 당파로서 근절될 것)이라고 전했고,[69] 빌헬름 슈투카르트는 히틀러에게 "대피한 유대인에 대한 소송은 최고 권위자의 결정에 근거합니다. 당신은 그것에 동의해야 합니다."라고 말했던 것으로 보아 이 시기에 시작되었을 가능성도 존재한다.[70]
8. ↑  2007년 5월, 아이히만의 체포에 대해 조사하던 아르헨티나의 한 학생이 아르헨티나 법원 기록 보관서에서 아이히만의 여권을 발견했다.[105] 현재 여권은 아르헨티나 홀로코스트 박물관이 소유하고 있다.[106]
9. ↑  이 법은 이전에 약 30명을 기소하는 데에 사용되었는데, 그 중 한 명을 제외하고는 모두 나치 협력자로 여겨지는 추축국 부역자였다.[159]
10. ↑  아이히만은 뉘른베르크 국제군사재판에서 범죄조직으로 선언된 세 조직(SS, SD, 게슈타포)의 구성원이었다.[161]

### 참조주
1. ↑  Stangneth 2014, 427쪽.
2. 1 2  Hull 1963, 160쪽.
3. ↑  Geets 2011.
4. ↑  Bauer & Rozett 1990, 1797, 1799쪽.
5. ↑  Stangneth 2014, 297쪽.
6. 1 2  Arendt 1994, 252쪽.
7. ↑  Cesarani 2005, 19, 26쪽.
8. ↑  Cesarani 2005, 19쪽.
9. ↑  Eichmann 1961.
10. ↑  Cesarani 2005, 19–20쪽.
11. ↑  Lipstadt 2011, 45쪽.
12. ↑  Cesarani 2005, 21쪽.
13. 1 2  Cesarani 2005, 21–22쪽.
14. ↑  Levy 2006, 98쪽.
15. 1 2  Cesarani 2005, 34쪽.
16. ↑  Cesarani 2005, 28, 35쪽.
17. ↑  Goldhagen 1996, 85쪽.
18. ↑  Evans 2003, 179–180쪽.
19. ↑  Ailsby 1997, 40쪽.
20. ↑  Cesarani 2005, 28쪽.
21. ↑  Cesarani 2005, 35쪽.
22. ↑  Rosmus 2015, 83쪽.
23. ↑  Cesarani 2005, 37쪽.
24. ↑  Levy 2006, 101쪽.
25. ↑  Cooper 2011, 83–85쪽.
26. ↑  Padfield 2001, 198쪽.
27. ↑  Levy 2006, 103–104쪽.
28. ↑  Porter 2007, 106쪽.
29. ↑  Levy 2006, 150쪽.
30. ↑  Cesarani 2005, 44, 69쪽.
31. 1 2  Glass 1995.
32. ↑  Cesarani 2005, 49, 60쪽.
33. ↑  Time 1962.
34. ↑  Longerich 2010, 67–69쪽.
35. ↑  Longerich 2010, 127쪽.
36. ↑  Evans 2005, 555–558쪽.
37. ↑  Levy 2006, 105–106쪽.
38. ↑  Levy 2006, 106쪽.
39. ↑  Mendelsohn 1982.
40. ↑  Cesarani 2005, 62쪽.
41. ↑  Cesarani 2005, 65쪽.
42. ↑  Cesarani 2005, 67쪽.
43. ↑  Cesarani 2005, 67, 69쪽.
44. ↑  Cesarani 2005, 71쪽.
45. ↑  Longerich 2010, 132쪽.
46. ↑  Longerich 2010, 148–149쪽.
47. ↑  Longerich 2012, 469, 470쪽.
48. 1 2  Cesarani 2005, 77쪽.
49. ↑  Longerich 2010, 151–152쪽.
50. ↑  Longerich 2010, 153쪽.
51. 1 2 3 4  Cesarani 2005, 81쪽.
52. ↑  Longerich 2010, 156쪽.
53. ↑  Longerich 2010, 159쪽.
54. 1 2  Evans 2008, 57쪽.
55. ↑  Longerich 2010, 157쪽.
56. ↑  Cesarani 2005, 83–84쪽.
57. ↑  Longerich 2010, 160쪽.
58. ↑  Kershaw 2008, 452–453쪽.
59. ↑  Longerich 2010, 167쪽.
60. ↑  Browning 2004, 87쪽.
61. ↑  Browning 2004, 88쪽.
62. ↑  Longerich 2010, 164쪽.
63. ↑  Longerich 2012, 523쪽.
64. ↑  Cesarani 2005, 93쪽.
65. ↑  Browning 2004, 315쪽.
66. 1 2  Snyder 2010, 416쪽.
67. ↑  Browning 2004, 362쪽.
68. ↑  Gerlach 1998, 785쪽.
69. 1 2  Browning 2004, 410쪽.
70. ↑  Browning 2004, 405쪽.
71. ↑  Longerich 2000, 2쪽.
72. ↑  Cesarani 2005, 96쪽.
73. ↑  Cesarani 2005, 112쪽.
74. ↑  Cesarani 2005, 112–114쪽.
75. ↑  Cesarani 2005, 118쪽.
76. ↑  Longerich 2010, 320쪽.
77. ↑  Evans 2008, 512쪽.
78. ↑  Longerich 2010, 332쪽.
79. ↑  Cesarani 2005, 119쪽.
80. ↑  Hilberg 1985, 169–170쪽.
81. ↑  Cesarani 2005, 121, 122, 132쪽.
82. ↑  Cesarani 2005, 124쪽.
83. ↑  Cesarani 2005, 131–132쪽.
84. 1 2  Evans 2008, 616쪽.
85. ↑  Cesarani 2005, 162쪽.
86. ↑  Cesarani 2005, 160–161쪽.
87. ↑  Cesarani 2005, 170–171, 177쪽.
88. ↑  Linder, Rudolf Höss testimony.
89. 1 2 3  Longerich 2010, 408쪽.
90. ↑  Cesarani 2005, 168, 172쪽.
91. ↑  Cesarani 2005, 173쪽.
92. ↑  Cesarani 2005, 160, 183쪽.
93. ↑  Cesarani 2005, 183–184쪽.
94. 1 2  Cesarani 2005, 175쪽.
95. ↑  Cesarani 2005, 180쪽.
96. ↑  Cesarani 2005, 178–179쪽.
97. ↑  Cesarani 2005, 180, 183, 185쪽.
98. ↑  Cesarani 2005, 188–189쪽.
99. ↑  Cesarani 2005, 190–191쪽.
100. ↑  Cesarani 2005, 195–196쪽.
101. ↑  Cesarani 2005, 201쪽.
102. ↑  Levy 2006, 129–130쪽.
103. ↑  Cesarani 2005, 205쪽.
104. 1 2  Cesarani 2005, 207쪽.
105. ↑  BBC 2007.
106. ↑  Fundacion Memoria Del Holocausto.
107. ↑  Bascomb 2009, 70–71쪽.
108. ↑  Cesarani 2005, 209쪽.
109. ↑  Levy 2006, 144–146쪽.
110. ↑  Cesarani 2005, 221쪽.
111. ↑  Simon Wiesenthal Center 2010.
112. ↑  Bascomb 2009, 87–90쪽.
113. ↑  Bascomb 2009, 307쪽.
114. ↑  Levy 2006, 4–5쪽.
115. ↑  Walters 2009, 286쪽.
116. ↑  Walters 2009, 281–282쪽.
117. ↑  Lipstadt 2011, 11쪽.
118. ↑  Cesarani 2005, 221–222쪽.
119. ↑  Lipstadt 2011, 12쪽.
120. ↑  Cesarani 2005, 223–224쪽.
121. ↑  Wojak 2011, 302쪽.
122. ↑  New York Times 1971.
123. ↑  Aderet 2021.
124. ↑  Bascomb 2009, 123쪽.
125. ↑  Cesarani 2005, 225–228쪽.
126. ↑  Cesarani 2005, 225쪽.
127. ↑  Arendt 1994, 264쪽.
128. ↑  Cesarani 2005, 228쪽.
129. ↑  Bascomb 2009, 153, 163쪽.
130. ↑  Bascomb 2009, 219–229쪽.
131. ↑  Bascomb 2009, 165–176쪽.
132. ↑  Bascomb 2009, 179쪽.
133. ↑  Bascomb 2009, 220쪽.
134. 1 2  Bascomb 2009, 225–227쪽.
135. ↑  Bascomb 2009, 231–233쪽.
136. ↑  Bascomb 2009, 254쪽.
137. ↑  Bascomb 2009, 258쪽.
138. ↑  Haaretz & 2008.
139. ↑  Bascomb 2009, 274, 279쪽.
140. ↑  Bascomb 2009, 262쪽.
141. ↑  Bascomb 2009, 288, 293쪽.
142. ↑  Bascomb 2009, 295–298쪽.
143. ↑  Kiernan 2005.
144. 1 2  Lippmann 1982.
145. ↑  Bascomb 2009, 305쪽.
146. ↑  Green 1962.
147. ↑  Cesarani 2005, 259쪽.
148. ↑  Borger 2006.
149. ↑  Rosenbaum 2012, 394쪽.
150. ↑  Rosenbaum 2012, 393–394쪽.
151. ↑  Cesarani 2005, 237, 240쪽.
152. ↑  Cesarani 2005, 238, 242–243쪽.
153. ↑  Cesarani 2005, 242쪽.
154. 1 2  Cesarani 2005, 245쪽.
155. ↑  Cesarani 2005, 244쪽.
156. 1 2  Kershner 2016.
157. 1 2  Arendt 1994, 244쪽.
158. ↑  Cesarani 2005, 252쪽.
159. ↑  Ben-Naftali & Tuval 2006.
160. ↑  Arendt 1994, 244–246쪽.
161. ↑  Arendt 1994, 246쪽.
162. ↑  Cesarani 2005, 255쪽.
163. ↑  Cesarani 2005, 249–251쪽.
164. ↑  Cesarani 2005, 241, 246쪽.
165. ↑  Israel State Archives.
166. ↑  Friedman 2013.
167. ↑  Birn 2011, 445쪽.
168. ↑  Pollock & Silvermann 2013, 63쪽.
169. ↑  Cesarani 2005, 327쪽.
170. ↑  Arendt 1994, 4–5쪽.
171. ↑  Cesarani 2005, 254–255쪽.
172. ↑  Shandler 1999, 93쪽.
173. 1 2  Cesarani 2005, 262쪽.
174. 1 2  Porat 2004, 624쪽.
175. ↑  Cole 1999, 58쪽.
176. ↑  Cesarani 2005, 264쪽.
177. ↑  Cesarani 2005, 272쪽.
178. 1 2  Birn 2011, 464쪽.
179. ↑  Cesarani 2005, 99쪽.
180. ↑  Arendt 1994, 87–89쪽.
181. ↑  Arendt 1994, 223쪽.
182. ↑  Cesarani 2005, 257쪽.
183. ↑  Cesarani 2005, 284, 293쪽.
184. ↑  Cesarani 2005, 273, 276쪽.
185. ↑  Arendt 1994, 93쪽.
186. ↑  Arendt 1994, 114쪽.
187. ↑  Cesarani 2005, 281쪽.
188. ↑  Cesarani 2005, 284쪽.
189. ↑  Cesarani 2005, 285쪽.
190. ↑  Knappmann 1997, 335쪽.
191. ↑  Cesarani 2005, 300쪽.
192. 1 2  International Crimes Database 2013.
193. ↑  Cesarani 2005, 305–306쪽.
194. ↑  Cesarani 2005, 310–311쪽.
195. ↑  Arendt 1994, 245–246쪽.
196. ↑  Cesarani 2005, 312쪽.
197. ↑  Arendt 1994, 248쪽.
198. ↑  Jewish Telegraphic Agency 1962.
199. ↑  Cesarani 2005, 315쪽.
200. ↑  Arendt 1994, 248–249쪽.
201. ↑  Cesarani 2005, 318쪽.
202. ↑  Cesarani 2005, 314, 319쪽.
203. ↑  i24 News 2016.
204. ↑  Aderet 2016.
205. ↑  Cesarani 2005, 319–320쪽.
206. ↑  Weitz 2007.
207. ↑  Cesarani 2005, 320쪽.
208. ↑  Wallenstein 1962.
209. ↑  Cesarani 2005, 321쪽.
210. ↑  Ginsburg 2014.
211. ↑  Cesarani 2005, 323쪽.
212. ↑  Cesarani 2005, 325쪽.
213. ↑  Cesarani 2005, 334쪽.
214. ↑  Cesarani 2005, 331–332쪽.
215. ↑  Yablonka 2003, 17쪽.
216. ↑  Busk 2015.
217. ↑  Levy 2006, 355쪽.
218. ↑  Levy 2006, 157–158쪽.
219. ↑  Mann 2017.
220. ↑  Aschheim 2014.
221. ↑  Wolin 2016.
222. ↑  Sedan 1995.
223. ↑  Glick 2010.

## 참고 문헌
- Aderet, Ofer (2016년 1월 27일). “Eichmann Refused to Admit Guilt in Last-ditch Bid for Clemency”. 《Haaretz》 (영어). 2018년 3월 27일에 확인함.
- Aderet, Ofer (2021년 8월 24일). “The German who was the Key to Mossad's Capture of Eichmann Finally Revealed”. 《Haaretz》.
- Ailsby, Christopher (1997). 《SS: Roll of Infamy》. Motorbooks Intl. ISBN 978-0-7603-0409-9.
- Arendt, Hannah (1994) [1963]. 《Eichmann in Jerusalem: A Report on the Banality of Evil》. New York: Penguin. ISBN 978-0-14-018765-6.
- Aschheim, Steven (2014년 9월 4일). “SS-Obersturmbannführer (Retired): 'Eichmann Before Jerusalem,' by Bettina Stangneth”. 《The New York Times》. 2016년 6월 13일에 확인함.
- Bascomb, Neal (2009). 《Hunting Eichmann: How a Band of Survivors and a Young Spy Agency Chased Down the World's Most Notorious Nazi》. Boston; New York: Houghton Mifflin Harcourt. ISBN 978-0-618-85867-5.
- Bauer, Yehuda; Rozett, Robert (1990). 〈Appendix〉.   Gutman, Israel. 《Encyclopedia of the Holocaust》. New York: Macmillan Library Reference. 1797–1802쪽. ISBN 978-0-02-896090-6.
- Ben-Naftali, Orna; Tuval, Yogev (2006). “Punishing International Crimes Committed by the Persecuted: The Kapo Trials in Israel (1950s–1960s)”. 《Journal of International Criminal Justice》 4 (1): 128–178. doi:10.1093/jicj/mqi022.
- Birn, Ruth Bettina (2011). “Fifty Years After: A Critical Look at the Eichmann Trial” (PDF). 《Case Western Reserve Journal of International Law》 44: 443–473. 2013년 12월 3일에 원본 문서 (PDF)에서 보존된 문서. 2013년 11월 30일에 확인함.
- Borger, Julian (2006년 6월 8일). “Why Israel's Capture of Eichmann Caused Panic at the CIA”. 《The Guardian》. 2016년 3월 24일에 확인함.
- Browning, Christopher R. (2004). 《The Origins of the Final Solution: The Evolution of Nazi Jewish Policy, September 1939 – March 1942》. Comprehensive History of the Holocaust. Lincoln: University of Nebraska Press. ISBN 978-0-8032-1327-2.
- Busk, Larry (2015년 7월 31일). “Sleepwalker: Arendt, Thoughtlessness, and the Question of Little Eichmanns” (PDF). 《Social Philosophy Today》 31. doi:10.5840/socphiltoday201573023. 2018년 6월 23일에 확인함.
- Cesarani, David (2005) [2004]. 《Eichmann: His Life and Crimes》. London: Vintage. ISBN 978-0-09-944844-0.
- Cole, Tim (1999). 《Images of the Holocaust》. London: Duckworth. ISBN 978-0-7156-2865-2.
- Cooper, Robert (2011). 《The Red Triangle: A History of Anti-Masonry》. Hersham, Surrey: Lewis Masonic. ISBN 978-0-85318-332-7.
- Eichmann, Adolf (1961). “Police Interrogation in Israel”. Library of Congress.
- Evans, Richard J. (2003). 《The Coming of the Third Reich》. New York: Penguin. ISBN 978-0-14-303469-8.
- Evans, Richard J. (2005). 《The Third Reich in Power》. New York: Penguin. ISBN 978-0-14-303790-3.
- Evans, Richard J. (2008). 《The Third Reich at War》. New York: Penguin. ISBN 978-0-14-311671-4.
- Friedman, Matti (2013년 4월 8일). “Ben-Gurion's bombshell: 'We've caught Eichmann'”. 《The Times of Israel》. 2018년 7월 25일에 확인함.
- Geets, Siobhán (2011년 11월 26일). “Wie Eichmann vom Österreicher zum Deutschen wurde”. 《Die Presse》 (독일어). 2021년 9월 12일에 확인함.
- Gerlach, Christian (December 1998). “The Wannsee Conference, the Fate of German Jews, and Hitler's Decision in Principle to Exterminate All European Jews” (PDF). 《Journal of Modern History》 (Chicago: University of Chicago Press) 70 (4): 759–812. doi:10.1086/235167. S2CID 143904500.
- Ginsburg, Mitch (2014년 12월 2일). “Eichmann's final barb: 'I hope that all of you will follow me'”. 《The Times of Israel》. 2018년 9월 6일에 확인함.
- Glass, Suzanne (1995년 8월 7일). “'Adolf Eichmann is a historical figure to me.' Ricardo Eichmann speaks to Suzanne Glass about growing up the fatherless son of the Nazi war criminal hanged in Israel”. 《The Independent》. Independent Print Limited. 2016년 6월 13일에 확인함.
- Glick, Dor (2010년 7월 6일). “Coffee with Eichmann”. 《Ynetnews》 (Yedioth Internet). 2013년 12월 7일에 확인함.
- Goldhagen, Daniel (1996). 《Hitler's Willing Executioners: Ordinary Germans and the Holocaust》. New York: Knopf. ISBN 978-0-679-44695-8.
- Green, L.C. (1962). “Legal issues of the Eichmann trial”. 《Tulane Law Review》 37: 641–683. 2013년 11월 25일에 확인함.
- “Hallaron pasaporte utilizado por Adolf Eichmann: será conservado en el Museo del Holocausto de Buenos Aires” (스페인어). Fundacion Memoria Del Holocausto. 2007년 11월 9일에 원본 문서에서 보존된 문서. 2013년 11월 13일에 확인함.
- Hilberg, Raul (1985). 《The Destruction of the European Jews》. New York: Holmes & Meier. ISBN 978-0-8419-0910-6.
- Hull, William L. (1963). 《The Struggle for a Soul》. New York: Doubleday. OCLC 561109771.
- Kershaw, Ian (2008) [2000]. 《Hitler: A Biography》. New York: Norton. ISBN 978-0-393-06757-6.
- Kiernan, Sergio (2005년 5월 15일). “Tacuara salió a la calle” [Tacuara hit the streets]. 《Página/12》 (스페인어) (Fernando Sokolowicz). 2013년 11월 23일에 확인함.
- Kershner, Isabel (2016년 1월 27일). “Pardon Plea by Adolf Eichmann, Nazi War Criminal, Is Made Public”. 《The New York Times》. 2016년 1월 28일에 원본 문서에서 보존된 문서. 2016년 1월 28일에 확인함.
- Knappmann, Edward W. (1997). 〈The Adolf Eichmann Trial, 1961〉. 《Great World Trials》. Detroit: Gale Research. ISBN 978-0-7876-0805-7.
- Levy, Alan (2006) [1993]. 《Nazi Hunter: The Wiesenthal File》 Revis 2002판. London: Constable & Robinson. ISBN 978-1-84119-607-7.
- Linder, Douglas O. (n.d.). “Testimony of Rudolf Höss testimony at the Nuremberg Trials, April 15, 1946”. 《Famous World Trials》. Kansas City, MO: University of Missouri-Kansas City School of Law. OCLC 44749652. 2017년 3월 28일에 확인함.
- Lippmann, Matthew (1982). “The trial of Adolf Eichmann and the protection of universal human rights under international law”. 《Houston Journal of International Law》 5 (1): 1–34. 2013년 11월 25일에 확인함.
- Lipstadt, Deborah E. (2011). 《The Eichmann Trial》. New York: Random House. ISBN 978-0-8052-4260-7.
- Longerich, Peter (2000). “The Wannsee Conference in the Development of the 'Final Solution'” (PDF). 《Holocaust Educational Trust Research Papers》 (London: The Holocaust Educational Trust) 1 (2). ISBN 978-0-9516166-5-9.  2 April 2015에 원본 문서 (PDF)에서 보존된 문서.
- Longerich, Peter (2010). 《Holocaust: The Nazi Persecution and Murder of the Jews》. Oxford; New York: Oxford University Press. ISBN 978-0-19-280436-5.
- Longerich, Peter (2012). 《Heinrich Himmler: A Life》. Oxford: Oxford University Press. ISBN 978-0-19-959232-6.
- Mann, Barbara Alice (2017). 〈'And Then They Build Monuments to You'〉.   Churchill, Ward. 《Wielding Words Like Weapons: Selected Essays in Indigenism, 1995–2005》. Oakland, CA: PM Press. ISBN 978-1-62963-311-4.
- Mendelsohn, John (1982). 《Jewish Emigration from 1933 to the Evian Conference of 1938》. The Holocaust, in Eighteen Volumes 5. New York: Garland Publishing. 68–121쪽. OCLC 8033345.
- Padfield, Peter (2001) [1990]. 《Himmler: Reichsführer-SS》. London: Cassel & Co. ISBN 978-0-304-35839-7.
- Pollock, Griselda; Silvermann, Max (2013). 《Concentrationary Memories: Totalitarian Terror and Cultural Resistance》. London: I. B. Tauris. ISBN 978-1-78076-896-0.
- Porat, Dan A. (2004년 10월 1일). “From the Scandal to the Holocaust in Israeli Education”. 《Journal of Contemporary History》 (영어) 39 (4): 619–636. doi:10.1177/0022009404046757. ISSN 0022-0094. JSTOR 141413. S2CID 143465966.
- Porter, Anna (2007). 《Kasztner's Train: The True Story of an Unknown Hero of the Holocaust》. Vancouver: Douglas & McIntyre. ISBN 978-1-55365-222-9.
- Rosenbaum, Eli M. (2012년 4월 1일). “The Eichmann Case and the Distortion of History”. 《Loyola of Los Angeles International and Comparative Law Review》 34 (3): 387–400. 2020년 12월 28일에 확인함.
- Rosmus, Anna (2015). 《Hitlers Nibelungen: Niederbayern im Aufbruch zu Krieg und Untergang》 (독일어). Grafenau: Samples Verlag. ISBN 978-3-938401-32-3.
- Sedan, Gil (1995년 6월 9일). “Eichmann's son: 'There is no way I can explain' deeds”. 《Jewishsf.com》. San Francisco Jewish Community Publications. 2013년 12월 7일에 확인함.
- Shandler, Jeffrey (1999). 《While America Watches: Televising the Holocaust》. Oxford; New York: Oxford University Press. ISBN 978-0-19-511935-0.
- Snyder, Timothy (2010). 《Bloodlands: Europe Between Hitler and Stalin》. New York: Basic Books. ISBN 978-0-465-00239-9.
- Staff (2007년 5월 29일). “Argentina uncovers Eichmann pass”. 《BBC News》. 2007년 6월 6일에 원본 문서에서 보존된 문서. 2013년 11월 13일에 확인함.
- Staff (2013). “Attorney General v. Adolf Eichmann” (영어). International Crimes Database. 2018년 8월 19일에 확인함.
- Staff (2008년 9월 2일). “Ex-Mossad Agent: We Let Nazi Doctor Mengele Get Away”. 《Haaretz》. Associated Press.
- Staff (2016년 1월 27일). “Holocaust organizer sought clemency, saying he was 'mere instrument'”. i24 News. 2018년 7월 24일에 확인함.
- Staff (1962년 6월 1일). “Israel Supreme Court Names Justices to Hear Eichmann's Appeal”. Jewish Telegraphic Agency. 2021년 9월 12일에 확인함.
- Staff (1971년 12월 14일). “Israel to Pay Reward In Capture of Eichmann”. 《The New York Times》. 2면.
- Staff (1962년 5월 18일). “Religion: Converting Eichmann”. 《Time》. 2021년 3월 11일에 확인함.
- Staff. “Special publication: Behind the scenes at the Eichmann Trial”. Israel State Archives. 2022년 2월 6일에 원본 문서에서 보존된 문서. 2018년 7월 25일에 확인함.
- Staff (2010년 5월 10일). “Wiesenthal Center Marks Eichmann Capture in Argentina Fifty Years Later”. Simon Wiesenthal Center. 2017년 10월 8일에 원본 문서에서 보존된 문서. 2015년 1월 28일에 확인함.
- Stangneth, Bettina (2014). 《Eichmann Before Jerusalem: The Unexamined Life of a Mass Murderer》. New York: Alfred A. Knopf. ISBN 978-0-307-95967-6.
- Wallenstein, Arye (1962년 6월 1일). “I watched Eichmann hang”. 《Miami Herald》. 2015년 6월 3일에 확인함.[깨진 링크(과거 내용 찾기)]
- Walters, Guy (2009). 《Hunting Evil: The Nazi War Criminals Who Escaped and the Quest to Bring Them to Justice》. New York: Broadway Books. ISBN 978-0-7679-2873-1.
- Weitz, Yechiam (2007년 7월 26일). “'We have to carry out the sentence'”. 《Haaretz》. 2021년 9월 12일에 확인함.
- Wojak, Irmtrud (2011). 《Fritz Bauer 1903–1968. Eine Biographie》 (독일어). Munich: C. H. Beck. ISBN 978-3-406-62392-9.
- Wolin, Richard (2016). “Richard H. King. Arendt and America”. 《American Historical Review》 121 (4): 1244–1246. doi:10.1093/ahr/121.4.1244. ISSN 0002-8762.
- Yablonka, Hanna (2003). 번역 Moshe, Tlamim. “The Development of Holocaust Consciousness in Israel: The Nuremberg, Kapos, Kastner, and Eichmann Trials”. 《Israel Studies》 (영어) 8 (3): 1–24. doi:10.2979/ISR.2003.8.3.1. ISSN 1084-9513. JSTOR 0245616. S2CID 144360613.

### 같이 보기
- Aharoni, Zvi; Dietl, Wilhelm (1997). 《Operation Eichmann: The Truth About the Pursuit, Capture and Trial》. London: Arms and Armour. ISBN 978-1-85409-410-0.
- Friedman, Tuviah (1990). 《My Role in Operation Eichmann: A Documentary Collection》. Haifa. OCLC 233910342.
- Harel, Isser (1975). 《The House on Garibaldi Street: The First Full Account of the Capture of Adolf Eichmann》. New York: Viking Press. ISBN 978-0-670-38028-2.
- Mulisch, Harry (2005). 《Criminal Case 40/61, The Trial of Adolf Eichmann: An Eyewitness Account》. Philadelphia: University of Pennsylvania Press. ISBN 978-0-8122-3861-7.
- Pearlman, Moshe (1961). 《The Capture of Adolf Eichmann》. London: Weidenfeld and Nicolson. OCLC 1070563.
- Rassinier, Paul (1976). 《The Real Eichmann Trial or The Incorrigible Victors》. Torrance: Institute for Historical Review. ISBN 978-0-911038-48-4.
- Rogat, Yosal (1961). 《The Eichmann Trial and the Rule of Law》. Santa Barbara, CA: Center for the Study of Democratic Institutions. hdl:2027/mdp.39015042766447. ISBN 978-1-258-11223-3.
- Steinacher, Gerald (2011). 《Nazis on the Run: How Hitler's Henchmen Fled Justice》. Oxford: Oxford University Press. ISBN 978-0-19-964245-8.
- Yablonka, Hanna (2004). 《The State of Israel vs. Adolf Eichmann》. New York: Schocken. ISBN 978-0-8052-4187-7.
- Zweig, Ronald W (2013). 《David Ben-Gurion: Politics and Leadership in Israel》. New York: Routledge. ISBN 978-1-135-18886-3.